# Бродский, Иосиф Александрович
Ио́сиф Алекса́ндрович Бро́дский (24 мая 1940, Ленинград, СССР — 28 января 1996, Нью-Йорк, США) — русский и американский поэт, эссеист, драматург, переводчик, педагог. Стихи писал преимущественно на русском языке, эссе — на английском. Лауреат Нобелевской премии по литературе 1987 года «за всеобъемлющее творчество, проникнутое ясностью мысли и поэтической интенсивностью». Почётный гражданин Санкт-Петербурга (1995).

## Биография

### Детство
Родился 24 мая 1940 года в Ленинграде в еврейской семье. Отец, капитан 3-го ранга ВМФ СССР Александр Иванович Бродский (1903—1984), был военным фотокорреспондентом, после Великой Отечественной войны поступил на работу в фотолабораторию Военно-морского музея. В 1950 году демобилизовался и затем работал фотографом и журналистом в нескольких ленинградских газетах. Мать, Мария Моисеевна Вольперт (1905—1983), работала бухгалтером. Родная сестра матери — актриса БДТ и Театра им. В. Ф. Комиссаржевской Дора Моисеевна Вольперт.
Раннее детство Иосифа пришлось на годы войны, блокады, послевоенной бедности и прошло без отца. Первые месяцы после рождения Иосифа чета Бродских жила в доме на углу Обводного канала, 142 и проспекта Газа, 16 (Старо-Петергофского). Когда началась война и отец ушёл на фронт, мать с годовалым сыном переехала в дом за Спасо-Преображенским собором на улице Рылеева, 2. Там Бродские жили с перерывом на эвакуацию до 1955 г. Весной 1942 года Мария Моисеевна с Иосифом уехала в эвакуацию в Череповец, вернулись в Ленинград в 1944 году. В 1947 году Иосиф пошёл в школу № 203 на Кирочной улице 8. В 1950 году перевёлся в школу № 196 на Моховой улице, затем, в 1953 году, — в школу № 181 в Соляном переулке и в следующем году, оставшись на второй год, перешёл в школу № 276 на Обводном канале, 154, где продолжил учёбу в 7-м классе. Из-за проблем с успеваемостью Иосиф переходит уже в школу 289 на Нарвском, 4-6. Школу полагалось посещать в районе проживания, но у отца ведь ещё сохранялась довоенная прописка в Кировском районе. Отучившись там одну четверть, навсегда бросает своё образование.

Писатель Петр Вайль вспоминает: «Посредине урока в восьмом классе он встал из-за парты и вышел из школы — и больше не возвращался. Он не закончил школы, не учился в университете. Он просто встал и вышел.»

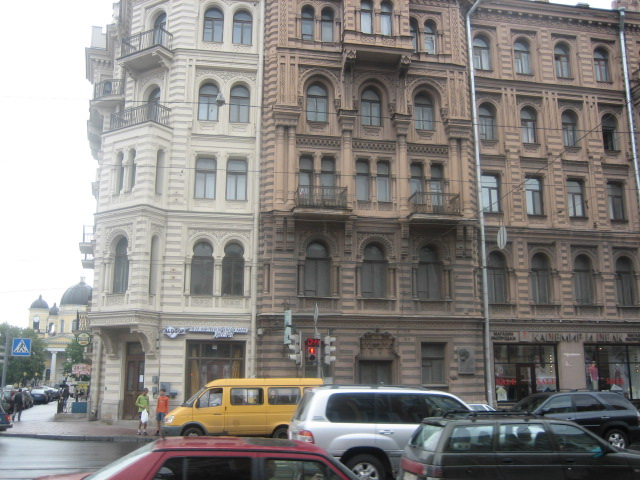
Дом Мурузи, вид с Литейного проспекта. В середине видна мемориальная доска Бродскому. Квартира поэта — со стороны улицы Пестеля.

В 1955 году семья получает «полторы комнаты» в Доме Мурузи.
Эстетические взгляды Бродского формировались в Ленинграде 1940—1950-х годов. Неоклассическая архитектура, сильно пострадавшая во время артобстрелов и бомбёжек, бесконечные перспективы ленинградских окраин, вода, множественность отражений, — мотивы, связанные с этими впечатлениями его детства и юности, неизменно присутствуют в его творчестве.

### Юность
В 1954 году Бродский подал заявление во Второе Балтийское училище (морское училище), но не был принят. В 1955 году в неполные шестнадцать лет, закончив семь классов и начав восьмой, Бродский бросил школу и поступил учеником фрезеровщика на завод «Арсенал». Это решение было связано как с проблемами в школе, так и с желанием Бродского финансово поддержать семью. Фрезеровщиком он работал 9 месяцев. Безуспешно пытался поступить в школу подводников. В 16 лет загорелся идеей стать врачом, месяц работал помощником прозектора в морге при областной больнице, увлёкся анатомией и генетикой, анатомировал трупы, но в конце концов отказался от медицинской карьеры. Кроме того, в течение следующих пяти лет после ухода из школы он работал истопником в котельной, матросом на маяке. Среднее образование он получил в школе рабочей молодёжи. Майкл Шапиро, нью-йоркский публицист и композитор, в книге «Сто великих евреев» утверждает, что Бродский учился в школе рабочей молодёжи, однако аттестата об окончании школы не получил.
С 1957 по 1961 год был рабочим в геологических экспедициях НИИГА: в 1957 и 1958 годах — на Белом море, в 1959 и 1961 годах — в Восточной Сибири и в Северной Якутии, на Анабарском щите. Летом 1961 года в эвенкийском посёлке Нелькан в период вынужденного безделья (не было оленей для дальнейшего похода) у него произошёл нервный срыв, и ему разрешили вернуться в Ленинград.
В то же время он очень много, но хаотично читал — в первую очередь поэзию, философскую и религиозную литературу, начал изучать английский и польский языки.

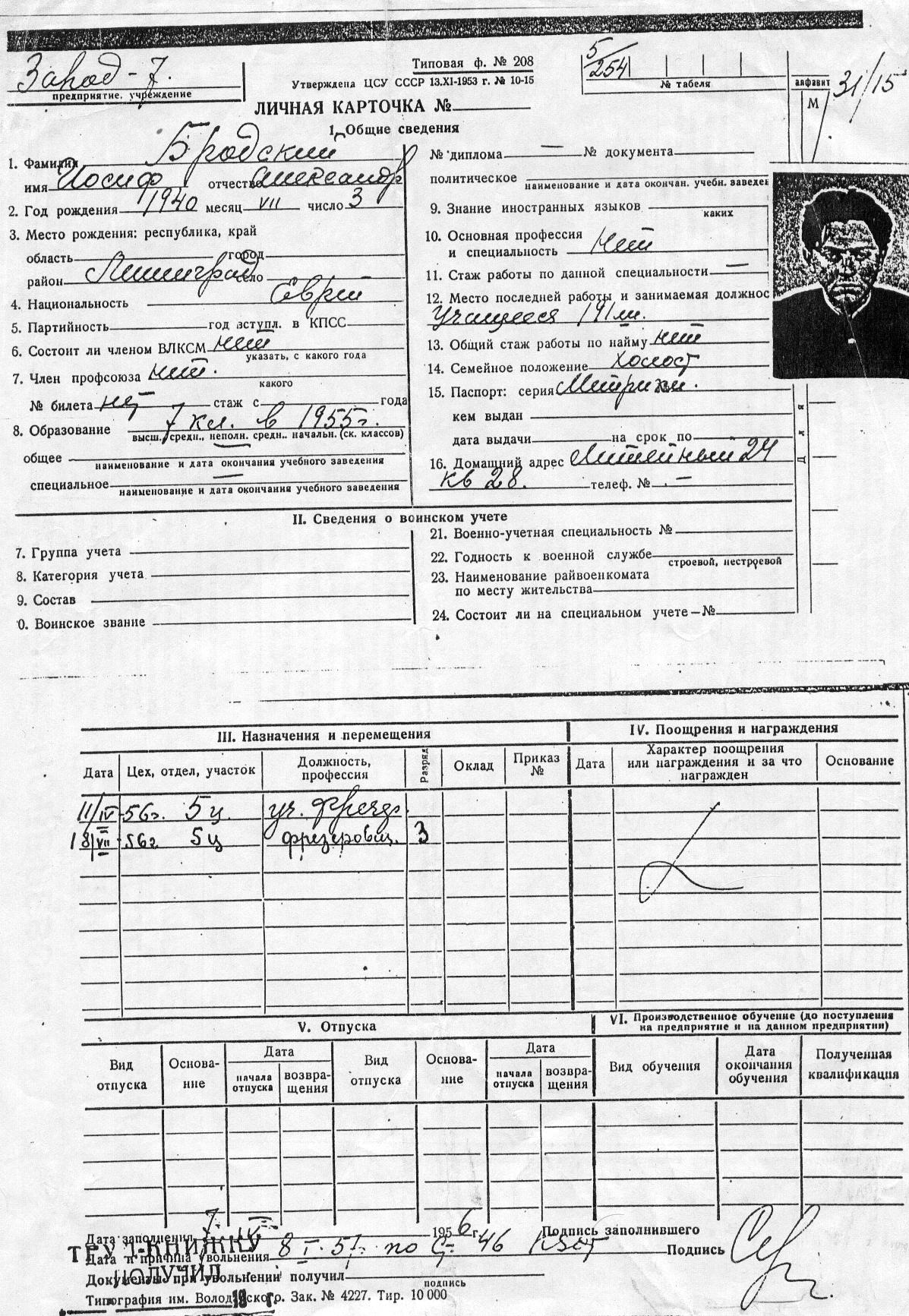
Личная карточка И. А. Бродского в отделе кадров «Арсенала»

В 1959 году знакомится с Евгением Рейном, Анатолием Найманом, Владимиром Уфляндом, Булатом Окуджавой, Сергеем Довлатовым. В 1959—1960 годах близко сходится с Давидом Шраером-Петровым и другими молодыми поэтами из «промки» — литературного объединения при Дворце культуры промкооперации (позднее Ленсовета).
14 февраля 1960 года состоялось первое крупное публичное выступление на «турнире поэтов» с участием 19-летнего Бродского в ленинградском Дворце культуры имени Горького с участием А. С. Кушнера, Г. Я. Горбовского, В. А. Сосноры. Чтение стихотворения «Еврейское кладбище» вызвало скандал.
С 1960 года (а возможно, и раньше) Бродский находился в поле внимания ленинградского КГБ. Его вызывали на допрос КГБ в связи с арестом Александра Гинзбурга, которого осудили на два года лагерей за публикацию в своём самиздатском журнале поэзии «Синтаксис», где были пять стихотворений Бродского: «Синтаксис» оказался первым из самиздатских журналов, приобретшим широкую известность. Стихотворения, публиковавшиеся в «Синтаксисе», в том числе и стихотворения Бродского, с идеологической точки зрения были для советской цензуры слишком индивидуалистическими или пессимистическими, но прямой критики советской власти и призывов к её свержению в них не было.
Во время поездки в Самарканд в декабре 1960 года Бродский и его друг, бывший лётчик Олег Шахматов, рассматривали план захвата самолёта, чтобы улететь за границу. Но на это они не решились. Позднее Шахматов был арестован за незаконное хранение оружия, осужден на 2 года лишения свободы и сообщил в КГБ об этом плане, а также о другом своём друге — Александре Уманском, и его «антисоветской» рукописи, которую Шахматов и Бродский пытались передать случайно встреченному американцу. Вечером 29 января 1962 года Бродский был задержан КГБ, но через двое суток его освободили. Задержали его в связи с делом Уманского и Шахматова, обвинённых в нарушении статьи 70 УК РСФСР («Антисоветская агитация и пропаганда»). После этого Бродский подвергался слежке.
На рубеже 1960—1961 годов он приобрёл известность на ленинградской литературной сцене. По свидетельству Давида Шраера-Петрова: «В апреле 1961 года я вернулся из армии. Илья Авербах, которого я встретил на Невском проспекте, заявил: „В Ленинграде появился гениальный поэт Иосиф Бродский. <…> Ему всего двадцать один год. Пишет по-настоящему один год. Его открыл Женька Рейн“». В августе 1961 года в Комарове Евгений Рейн познакомил Бродского с Анной Ахматовой. В 1962 году во время поездки в Псков он познакомился с Надеждой Мандельштам, а в 1963 году у Ахматовой — с Лидией Чуковской. После смерти Ахматовой в 1966 году с лёгкой руки Д. Бобышева четверо молодых поэтов, в их числе и Бродский, в мемуарной литературе нередко упоминались как «ахматовские сироты».
С 1945 года Бродский страдал невротическими проблемами (фобии, заикание). С 1962 года он состоял на учёте в психоневрологическом диспансере с диагнозом «психопатия» («расстройство личности»), в том же году медицинская комиссия вынесла заключение, что он «негоден к военной службе в мирное время, в военное время годен к нестроевой службе по ст. 8 „в“, 30 „в“ (неврозы, заболевание сердца)».
14 февраля 1964 года Бродский был вторично арестован по обвинению в тунеядстве. Судили его по 70-й статье УК «Антисоветская агитация и пропаганда». За тунеядство и правозащитную деятельность ему грозило 10 лет заключения, но удалось доказать неявки на работу. В итоге Бродского приговорили к 5 годам заключения, из-под стражи он вышел спустя 1,5 года.

### Муза поэта
2 марта 1962 года на вечеринке в квартире композитора Бориса Тищенко двадцатидвухлетний Бродский впервые встретил молодую художницу Марину (Марианну) Басманову, дочь художника П. И. Басманова. С этого времени Марианне Басмановой, скрытой под инициалами «М. Б.», посвящались многие произведения поэта. Как пишет биограф Бродского Лев Лосев, «стихи, посвящённые „М. Б.“, занимают центральное место в лирике Бродского не потому, что они лучшие — среди них есть шедевры и есть стихотворения проходные, — а потому, что эти стихи и вложенный в них духовный опыт были тем горнилом, в котором выплавилась его поэтическая личность».
Первые стихотворения с этим посвящением — «Я обнял эти плечи и взглянул…», «Ни тоски, ни любви, ни печали…», «Загадка ангелу» —
датируются 1962 годом. Сборник стихотворений И. Бродского «Новые стансы к Августе» (США, Мичиган: Ardis Publishing, 1983) составлен из его стихотворений 1962—1982 годов, посвящённых «М. Б.». Последнее стихотворение с посвящением «М. Б.» датировано 1989 годом.
8 октября 1967 года у Марианны Басмановой и Иосифа Бродского родился сын, Андрей Осипович Басманов. В 1972—1995 годах М. П. Басманова и И. А. Бродский состояли в переписке.

### Ранние стихи и влияния
По собственным словам, Бродский начал писать стихи в восемнадцать лет, однако существует несколько стихотворений, датированных 1956—1957 годами. Одним из решающих толчков стало знакомство с поэзией Бориса Слуцкого. «Пилигримы», «Памятник Пушкину», «Рождественский романс» — наиболее известные из ранних стихов Бродского. Для многих из них характерна ярко выраженная музыкальность. Так, в стихотворениях «От окраины к центру» и «Я — сын предместья, сын предместья, сын предместья…» можно увидеть ритмические элементы джазовых импровизаций. Цветаева и Баратынский, а несколькими годами позже — Мандельштам, оказали на него, по словам самого Бродского, определяющее влияние.
Из современников на него повлияли Евгений Рейн, Глеб Горбовский, Владимир Уфлянд, Станислав Красовицкий.
Позднее Бродский называл величайшими поэтами Одена и Цветаеву, за ними следовали Кавафис и Фрост, замыкали личный канон поэта Рильке, Пастернак, Мандельштам и Ахматова.
Первым опубликованным стихотворением Бродского стала «Баллада о маленьком буксире», напечатанная в сокращённом виде в детском журнале «Костёр» (№ 11, 1962).

### Преследования, суд и высылка

#### Травля
29 ноября 1963 года в газете «Вечерний Ленинград» появилась статья «Окололитературный трутень», подписанная Я. Лернером и двумя штатными сотрудниками газеты: Медведевым и Иониным. Авторы статьи клеймили Бродского за «паразитический образ жизни», «формализм» и «упадочничество». Из стихотворных цитат, приписываемых авторами Бродскому, две были взяты из стихов Бобышева, а третья, из поэмы Бродского «Шествие», представляла собой строки из баллады Лжеца, одного из персонажей «Шествия», который по сюжету противоречит сам себе. Эти строки авторы фельетона исказили. Кроме того, стихотворение «Люби проездом родину друзей…» было исковеркано авторами фельетона: первую строчку «Люби проездом родину друзей» и последнюю «Жалей проездом родину чужую» они объединили в одну: «Люблю я родину чужую». В заключительной части статьи утверждалось: «Он продолжает вести паразитический образ жизни. Здоровый 26-летний парень около четырёх лет не занимается общественно полезным трудом» (на самом деле Бродскому на тот момент было не 26, а 23 года).

Статья в номере газеты «Вечерний Ленинград» от 29 ноября 1963 г.

Материал из номера газеты «Вечерний Ленинград» от 8 января 1964 г.

Между тем к моменту публикации статьи Лернера, Медведева и Ионина Бродский начал зарабатывать литературным трудом: в журнале «Костёр» была напечатана «Баллада о маленьком буксире», осенью 1962 года и в 1963 году в издательстве «Художественная литература» вышли несколько его переводов кубинских поэтов и поэтов Югославии, и Бродский успел подписать договоры с тем же издательством на новые переводы, однако стараниями Я. Лернера новые заказы на переводы Бродского оказались аннулированы. Кроме того, по договору от мая 1963 года с Ленинградской студией телевидения Бродский написал сценарий для документального фильма «Баллада о маленьком буксире», одобренный и принятый к постановке.
Владимир Марамзин, знакомый Бродского, впоследствии писал, что «за год (не самый худший) Иосиф Бродский, работая ежедневно над своими стихами и над переводами, как галерный раб, заработал всего лишь 170 рублей (столько в те годы зарабатывал, скажем, инженер — но только за месяц, а не за год)» и что «Иосиф в России был беден, как церковная крыса. Он жил у родителей… которые кормили его».
Было очевидно, что статья Лернера, Медведева и Ионина является сигналом к преследованиям и, возможно, аресту Бродского. В конце декабря 1963 года друзья Бродского с его согласия устроили его на обследование в Московскую психиатрическую больницу им. Кащенко, надеясь, что диагноз психического расстройства спасёт поэта от уголовного преследования. Однако Бродский провёл в психиатрической больнице лишь несколько дней (до 2 января 1964 года): он испугался, что пребывание там сведёт его с ума, и попросил друзей вызволить его оттуда. Диагноз при выписке из больницы им. Кащенко был «шизоидная психопатия» (то есть шизоидное расстройство личности).
В это время больше, чем клевета, последующий арест, суд и приговор, мысли Бродского занимал разрыв с Марианной Басмановой. На этот период приходится попытка самоубийства: через несколько дней после выхода из больницы и возвращения в Ленинград Бродский попытался перерезать себе вены.
17 декабря 1963 года Я. Лернер на заседании секретариата Союза писателей зачитал письмо прокурора Дзержинского района о предании Бродского общественному суду. Правление ленинградского Союза писателей согласилось предать Бродского общественному суду, а также вынесло решение «просить прокурора возбудить против Бродского и его „друзей“ уголовное дело».
8 января 1964 года «Вечерний Ленинград» опубликовал подборку писем читателей с требованиями наказать «тунеядца Бродского». 13 февраля 1964 года Бродского арестовали по обвинению в тунеядстве. 14 февраля у него случился в камере сердечный приступ. С этого времени Бродский постоянно страдал стенокардией (что вместе с тем не мешало ему оставаться заядлым курильщиком).

#### Процесс
18 февраля 1964 года состоялось первое слушание дела Бродского. Его судили не по статье уголовного кодекса, а по указу Президиума Верховного Совета РСФСР от 4 мая 1961 года «Об усилении борьбы с лицами, уклоняющимися от общественно полезного труда и ведущими антиобщественный паразитический образ жизни», то есть дело рассматривалось в административном порядке, поэтому уголовное дело не возбуждалось и не было ни предварительного следствия, ни прокурора. Суд проходил в здании на улице Восстания.
Адвокат Бродского З. Н. Топорова на суде приводила аргументы о том, что Бродского нельзя считать тунеядцем, что его даже не обвиняют в ведении антиобщественного образа жизни и у него есть свой заработок; судья Савельева (выполнявшая функции не только судьи, но и прокурора) отказывалась признавать Бродского литератором, а его литературный труд — полноценным трудом. По сути, Бродского обвиняли не в том, что он не работает, а в том, что у него малые заработки (хотя в действительности это по советским законам нельзя было квалифицировать как уголовно наказуемое поведение).
Суд обвинял Бродского также в том, что он «писал „ущербные и упаднические стихи“, которые с помощью своих друзей распространял среди молодёжи Ленинграда и Москвы, а кроме того, организовывал литературные вечера, на которых пытался противопоставить себя как поэта нашей советской действительности».

Судья: А вообще какая ваша специальность?
Бродский: Поэт. Поэт-переводчик.
Судья: А кто это признал, что вы поэт? Кто причислил вас к поэтам?
Бродский: Никто. (Без вызова.) А кто причислил меня к роду человеческому?
Судья: А вы учились этому?
Бродский: Чему?
Судья: Чтобы быть поэтом? Не пытались кончить вуз, где готовят… где учат…
Бродский: Я не думал, что это дается образованием.
Судья: А чем же?
Бродский: Я думаю, это… (растерянно) от Бога…
В ходе первого слушания суд постановил направить Бродского на принудительную судебно-психиатрическую экспертизу (защита рассчитывала благодаря экспертизе добиться для Бродского как можно более мягкого наказания, однако, вопреки просьбе защиты, Бродского обследовали не амбулаторно, а в психиатрической больнице). На «Пряжке» (психиатрическая больница № 2 в Ленинграде) Бродский провёл три недели. По воспоминанию Бродского, в психиатрической больнице к нему применяли «укрутку»: «Глубокой ночью будили, погружали в ледяную ванну, заворачивали в мокрую простыню и помещали рядом с батареей. От жара батарей простыня высыхала и врезалась в тело». Этот период своей жизни Бродский считал самым тяжёлым. Заключение экспертизы гласило: «В наличии психопатические черты характера, но трудоспособен. Поэтому могут быть применены меры административного порядка».
13 марта 1964 года состоялось второе заседание суда. Народный суд проходил в помещении клуба 15-го ремонтно-строительного управления Ленинграда (дворовый флигель дома № 22 на набережной реки Фонтанки). Адвокат Бродского сказала в своей речи: «Ни один из свидетелей обвинения Бродского не знает, стихов его не читал; свидетели обвинения дают показания на основании каких-то непонятным путём полученных и непроверенных документов и высказывают своё мнение, произнося обвинительные речи».

Фото из зала суда.

Свидетелей защиты было трое: поэт Н. И. Грудинина и два профессора-филолога, работавшие в педагогическом институте имени Герцена, оба известные переводчики — Е. Г. Эткинд и В. Г. Адмони. Будучи специалистами в области поэзии и поэтического перевода, они объясняли суду, что сочинение и переводы стихов — нелёгкий труд, для которого требуется особый талант и профессиональные знания, что эту работу Бродский выполнял талантливо и квалифицированно. И Грудинина, и Эткинд, и Адмони были знакомы с Бродским, на суде они отзывались о нём тепло и с уважением.
Общественным обвинителем выступил представитель штаба народной дружины Дзержинского района Ф. Сорокин. Свидетелей обвинения было шестеро: член Союза писателей Е. В. Воеводин, завкафедрой Художественного училища им. Мухиной, преподаватель марксизма-ленинизма Р. Ромашова, начальник Дома обороны Н. Смирнов, сотрудник хозчасти Эрмитажа П. Логунов, рабочий-трубоукладчик УНР-20 П. Денисов и пенсионер Николаев. Все шестеро сообщали в своих показаниях, что с Бродским лично не знакомы; в своих речах они использовали обвинения из пасквиля Лернера, Ионина и Медведева, опубликованного в «Вечернем Ленинграде». Свидетели обвинения утверждали также, что стихи Бродского вредно влияют на молодёжь; они упрекали Бродского за то, что он не служил в армии, и за связь с Шахматовым и Уманским. Свидетели Смирнов и Николаев заявляли, что Бродскому принадлежат антисоветские стихи, Воеводин — что «Бродский отрывает молодёжь от труда, от мира и жизни».
Во время второго заседания суда 13 марта, как и во время первого, диалог Бродского и судьи Савельевой проходил в стилистике театра абсурда:

Судья: Значит, вы думаете, что ваши так называемые стихи приносят людям пользу?
Бродский: А почему вы говорите про стихи «так называемые»?
Судья: Мы называем ваши стихи «так называемые» потому, что иного понятия о них у нас нет.
На втором заседании суда Бродский был приговорён к максимально возможному по указу о «тунеядстве» наказанию — пяти годам принудительного труда в отдалённой местности. Анна Ахматова, узнав о суде и приговоре, сказала: «Какую биографию делают нашему рыжему! Как будто он кого-то нарочно нанял». В решении суда упоминалось, что «Бродский в 1960 г. был приглашен в органы КГБ по вопросу участия его и его близких друзей по Москве и Ленинграду в издании нелегального сборника „Синтаксис“» и что «в дальнейшем Бродский писал ущербные, упаднические стихи, которые с помощью своих друзей распространял среди молодёжи Москвы и Ленинграда. С помощью своих друзей и отдельных писателей Бродский организовывал литературные вечера, на которых пытался противопоставить себя как поэта нашей советской действительности».
Суд также вынес частное определение в отношении свидетелей защиты Грудининой, Эткинда и Адмони за высказывание ими собственных мнений о личности и творчестве Бродского. В частном определении говорилось, что они «пытались представить в суде пошлость и безыдейность его стихов как талантливое творчество, а самого Бродского как непризнанного гения. Такое поведение Грудининой, Эткинда и Адмони свидетельствует об отсутствии у них идейной зоркости и партийной принципиальности». 20 марта 1964 года секретариат и партийное бюро Ленинградского отделения Союза писателей ещё до получения ими этого частного определения суда обсуждали на совместном заседании поведение в суде Грудининой, Эткинда и Адмони; постановлением секретариата от 26 марта Грудинину отстранили от работы с молодыми писателями, а Эткинду и Адмони был объявлен выговор.
Выступление Эткинда на суде в защиту Бродского, а также его контакты с Солженицыным и Сахаровым привели к преследованиям со стороны властей: в 1974 году его изгнали с кафедры, лишили всех научных степеней и званий, исключили из Союза писателей и запретили печататься. Так он потерял какую-либо возможность устроиться на работу и был вынужден уехать из СССР.
Заступиться за Бродского уговаривали Твардовского, он записал в дневнике : «Парнишка, вообще говоря, противноватый, но безусловно одарённый, м. б., больше, чем Евтушенко с Вознесенским вместе взятые».

#### В ссылке
Из тюрьмы «Кресты» он был направлен в «столыпинском вагоне» в Архангельск, также несколько дней провёл на пересылке в тюрьме Вологды. Бродский был сослан в Коношский район Архангельской области и поселился в деревне Норенская (Норинская), в которой прожил полтора года (с 25 марта 1964 по 4 сентября 1965 года). Он устроился разнорабочим в совхоз «Даниловский», где занимался полевыми работами, был бондарем, кровельщиком, доставлял брёвна с лесосек к местам погрузки и др. С июня 1965 года Бродский работал разъездным фотографом в Коношском доме быта.
Биограф Бродского Лев Лосев отмечал, что для Бродского «тюрьма, издевательства конвоиров» явились «нелёгким испытанием, а вот жизнь в ссылке оказалась не страшна». Сам Бродский утверждал, что ссылка оказалась одним «из лучших периодов моей жизни. Бывали и не хуже, но лучше — пожалуй, не было». Домик, в котором жил Бродский, представлял собой бревенчатый сруб, где почти отсутствовала мебель, но можно было отгородиться от остального мира, думать и творить.
По воспоминанию В. М. Гиндилиса, посетившего Бродского в ссылке, каморка, в которой жил Бродский, была очень маленькой («Почти всё пространство занимал топчан, на котором он спал»), часть окна из-за отсутствия стекла «была заткнута неким подобием подушки»; комната не отапливалась, и в ней было очень холодно. Бродский в тот период, когда его навестил Гиндилис, занимался тяжёлой физической работой — перетаскивал вместе со своим напарником огромные каменные валуны, которые приходилось убирать с поля после вырубки леса. В перспективе такой физический труд мог, по оценке Гиндилиса, угрожать здоровью и жизни Бродского, страдавшего сердечной патологией.
В ссылке Бродский изучал английскую поэзию, в том числе творчество Уистена Одена:

Я помню, как сидел в маленькой избе, глядя через квадратное, размером с иллюминатор, окно на мокрую, топкую дорогу с бродящими по ней курами, наполовину веря тому, что я только что прочёл… Я просто отказывался верить, что ещё в 1939 году английский поэт сказал: «Время… боготворит язык», а мир остался прежним.
— «Поклониться тени»

Иосиф Бродский в ссылке на поселении в Архангельской области, 1965

За время реального отбывания наказания (полтора года) Бродский четыре раза уезжал в отпуск в Ленинград. Навестить его приезжала Басманова, а во время своей третьей побывки в Ленинграде Бродский чуть не уехал в Москву, к Басмановой, что грозило бы ему арестом и увеличением срока ссылки, но сопровождавший Бродского друг удержал его от этого рискованного шага.
Наряду с обширными поэтическими публикациями в эмигрантских изданиях («Воздушные пути», «Новое русское слово», «Посев», «Грани» и др.), в августе и сентябре 1965 года два стихотворения Бродского были опубликованы в коношской районной газете «Призыв».

#### Отзывы о процессе и его восприятие
Как отмечал биограф Бродского Лев Лосев, в действительности Бродский не являлся тунеядцем по советским законам: хотя частую смену места работы в то время не поощряли, тем не менее указ о борьбе с тунеядством, вышедший 4 мая 1961 года, был нацелен не на «летунов», а на лиц, вообще не работавших и живших на нетрудовые доходы (то есть занимавшихся мелкой спекуляцией, проституцией, нищенством), злоупотреблявших алкоголем, виновных в хулиганстве.
Лев Лосев также указывает, что «именно в этот момент наибольшей душевной уязвимости [которая вызвана была размолвкой с Марианной Басмановой] стечение обстоятельств сделало Бродского объектом полицейской травли», что 1963 год — год идеологической реакции и ужесточения государственной политики — и начало 1964 года стали крайне тяжёлым периодом для Бродского. Лосев упоминает и о том, что за деятельностью Я. Лернера, как и за уголовным преследованием Бродского, начавшимся в последующие месяцы, стояли партийные функционеры и КГБ.
По словам историка заместителя директора Государственного архива РФ Владимира Козлова, «…в середине 60-х годов, до и после снятия Хрущёва, идёт поиск наиболее эффективных мер воздействия на инакомыслящих, соблюдая при этом правила игры в социалистическую законность. <…> Дело Бродского — это один из экспериментов местных властей, которым не нравится некая личность с её взглядами, убеждениями и представлениями, но которую по законам советской власти нельзя судить за эти убеждения и представления, ибо он не распространяет этих сведений… Значит,… эксперимент — судить Бродского за тунеядство».
Цитируя статью Самуила Лурье, Лосев писал, что «среди ленинградской интеллигенции утвердилось социально-психологическое объяснение того, почему жертвой показательных репрессий был выбран Бродский. Оно сводится к тому, что сработало некое „коллективное бессознательное“ государства, учуявшего опасность в том уровне духовной свободы, на который Бродский выводил читателя даже аполитичными стихами. Его „стихи описывали недоступный для слишком многих уровень духовного существования… [они утоляли] тоску по истинному масштабу существования“».
Кандидат юридических наук Александр Кирпичников утверждает, что «процесс, на котором обвиняли Бродского, назвать судом нельзя. Это расправа над бескомпромиссным человеком, поэтом, запрограммированный от начала и до конца спектакль. Если бы на дворе был не 1964 год, а, скажем, 1948 или 1937, то Бродский исчез бы в лагере. <…> …Хотя сталинисты были по-прежнему сильны и влиятельны, но старыми методами действовать они уже не могли. Потребовалась организация такого вот суда».
Историк Ольга Эдельман отмечала, что «политическая подоплека дела» «очевидна»: «Вроде бы ясно, что власть попыталась использовать указ о тунеядцах для борьбы с инакомыслящими, но, столкнувшись с выступлениями видных советских писателей, а главное — испугавшись международного скандала, отыграла назад» (имеется в виду досрочное — через полтора года — освобождение Бродского).
Доктор исторических наук Александр Шубин писал, что дело Бродского явилось «важным прецедентом, напоминавшим о сталинских временах — уголовным осуждением писателя в связи с его творчеством» и что это дело «поразило интеллигенцию демонстративным произволом власти, игнорированием юридических норм и мнения специалистов в тех вопросах, где простой „человек из народа“ не может разбираться просто из-за отсутствия специального образования» (в защиту Бродского выступили литературоведы и переводчики, а свидетели обвинения, выступавшие на суде, не разбирались в поэзии).
Суд над поэтом стал одним из факторов, приведших к возникновению правозащитного движения в СССР и к усилению внимания за рубежом к ситуации в области прав человека в СССР. Этот судебный процесс оказался для многих символом суда «черни тупой», бюрократов над Поэтом и явился доказательством того, что свобода слова в СССР по-прежнему невозможна. Запись суда, сделанная Фридой Вигдоровой, стала аргументом большого значения не только в судьбе Бродского, но и в истории России; эта запись за несколько месяцев распространилась в самиздате, попала за рубеж и была опубликована во влиятельных зарубежных изданиях: «New Leader», «Encounter», «Figaro Litteraire», читалась по Би-би-си.

#### Освобождение
При активном участии Ахматовой велась общественная кампания в защиту Бродского. Центральными фигурами в ней были Фрида Вигдорова и Лидия Чуковская. На протяжении полутора лет они неутомимо писали письма в защиту Бродского во все партийные и судебные инстанции и привлекали к делу защиты Бродского людей, пользующихся влиянием в советской системе: Д. Д. Шостаковича, С. Я. Маршака, К. И. Чуковского, К. Г. Паустовского, А. Т. Твардовского, Ю. П. Германа, К. А. Федина и других. По прошествии полутора лет, под давлением советской и мировой общественности прокуратура СССР через ЦК КПСС добилась пересмотра дела Бродского в Верховном суде РСФСР. В результате судебная коллегия по уголовным делам Верховного суда РСФСР определением от 4 сентября 1965 года сократила срок высылки до фактически отбытого срока — одного года и пяти месяцев, и в сентябре Бродский вернулся в Ленинград.
По мнению Я. Гордина, «хлопоты корифеев советской культуры никакого влияния на власть не оказали. Решающим было предупреждение „друга СССР“ Жана-Поля Сартра, что на Европейском форуме писателей советская делегация из-за „дела Бродского“ может оказаться в трудном положении».
В октябре 1965 года Бродский по рекомендации Корнея Чуковского и Бориса Вахтина был принят в Группком переводчиков при Ленинградском отделении Союза писателей СССР, что позволило в дальнейшем избежать новых обвинений в тунеядстве.
Бродский противился навязываемому ему — особенно западными средствами массовой информации — образу борца с советской властью. В частности, он утверждал: «Мне повезло во всех отношениях. Другим людям доставалось гораздо больше, приходилось гораздо тяжелее, чем мне». И даже: «… я-то считаю, что я вообще всё это заслужил». В «Диалогах с Иосифом Бродским» Соломона Волкова Бродский говорит по поводу записи суда Фридой Вигдоровой: «Не так уж это всё и интересно, Соломон. Поверьте мне», — на что Волков возражает:

СВ: Вы оцениваете это так спокойно сейчас, задним числом! И, простите меня, этим тривиализируете значительное и драматичное событие. Зачем?
ИБ: Нет, я не придумываю! Я говорю об этом так, как на самом деле думаю! И тогда я думал так же. Я отказываюсь всё это драматизировать!

### Последние годы на родине
Вечером 5 марта 1966 года скончалась Анна Ахматова. Для Бродского это была тяжёлая утрата, он был знаком с ней с 1960 года. Ещё ранее начал распадаться окружавший её «волшебный хор» молодых поэтов. Положение Бродского в официальной советской культуре в эти годы можно сравнить с положением Ахматовой в 1920—1930-е годы или Мандельштама в период, предшествовавший его первому аресту.
В конце 1965 года Бродский сдал в Ленинградское отделение издательства «Советский писатель» рукопись своей книги «Зимняя почта (стихи 1962—1965)». Год спустя, после многомесячных мытарств и несмотря на многочисленные положительные внутренние рецензии, рукопись была возвращена издательством. «Судьба книги решалась не в издательстве. В какой-то момент обком и КГБ решили в принципе перечеркнуть эту идею».
В 1966—1967 годах в советской печати появилось четыре стихотворения поэта (не считая публикаций в детских журналах), после этого наступил период публичной немоты. С точки зрения читателя единственной областью поэтической деятельности, доступной Бродскому, остались переводы. «Такого поэта в СССР не существует», — заявило в 1968 году советское посольство в Лондоне в ответ на посланное Бродскому приглашение принять участие в международном поэтическом фестивале Poetry International.
Между тем это были годы интенсивного поэтического труда, результатом которого стали стихи, позднее включённые в вышедшие в США книги: «Остановка в пустыне», «Конец прекрасной эпохи» и «Новые стансы к Августе». В 1965—1968 годах шла работа над поэмой «Горбунов и Горчаков» — произведением, которому сам Бродский придавал очень большое значение. Помимо нечастых публичных выступлений и чтения на квартирах приятелей, стихи Бродского довольно широко расходились в самиздате (с многочисленными неизбежными искажениями — копировальной техники в те годы не существовало). Возможно, более широкую аудиторию они получили благодаря песням, написанным Александром Мирзаяном и Евгением Клячкиным.
Внешне жизнь Бродского в эти годы складывалась относительно спокойно, но КГБ не оставлял его без внимания. Этому способствовало и то, что «поэт становится чрезвычайно популярен у иностранных журналистов, учёных-славистов, приезжающих в Россию. У него берут интервью, его приглашают в западные университеты (естественно, что разрешения на выезд власти не дают) и т. п.». Помимо переводов, к работе над которыми он относился очень серьёзно, Бродский подрабатывал и другими доступными для литератора, исключённого из «системы», способами: внештатным рецензентом в журнале «Аврора», случайными «халтурами» на киностудиях, даже снимался (в роли секретаря горкома партии) в фильме «Поезд в далёкий август».
За рубежами СССР стихотворения Бродского продолжают появляться как на русском, так и в переводах, прежде всего на английском, польском и итальянском языках. В 1967 году в Англии вышел неавторизированный сборник переводов «Joseph Brodsky. Elegy to John Donne and Other Poems / Tr. by Nicholas Bethell». В 1970 году в Нью-Йорке выходит «Остановка в пустыне» — первая книга Бродского, составленная под его контролем. Стихотворения и подготовительные материалы к книге тайно вывозились из России или, как в случае с поэмой «Горбунов и Горчаков», пересылались на Запад дипломатической почтой.

Частично эта книга Бродского включала в себя первую («Стихотворения и поэмы», 1965), хотя по настоянию автора двадцать два стихотворения из ранней книжки в «Остановку» не вошли. Зато прибавилось около тридцати новых вещей, написанных между 1965 и 1969 годами. В «Остановке в пустыне» стояло имя Макса Хейуорда как главного редактора издательства. Фактическим редактором книги у них считался я, но мы… решили, что лучше моего имени не упоминать, поскольку начиная с 1968 года, главным образом из-за моих контактов с Бродским, меня взял на заметку КГБ. Сам-то я считал, что подлинным редактором был Бродский, так как это он отобрал, что включить в книгу, наметил порядок стихотворений и дал названия шести разделам.
— Джордж Л. Клайн. История двух книг
В апрельском номере детского журнала «Весёлые картинки» в 1970 году было опубликовано стихотворение И. Бродского «Поющие рыбки». В 1971 году Бродский был избран членом Баварской академии изящных искусств.

Бродский поддерживал войну во Вьетнаме, как вспоминал Карл Проффер: 
худшим, что мы тогда от него услышали, было следующее: мне жаль это говорить, я люблю людей, но вы должны отправиться туда и сбросить на них водородную бомбу. “Это очень печально, но они же не люди”, – добавил он.

### В эмиграции

#### Отъезд

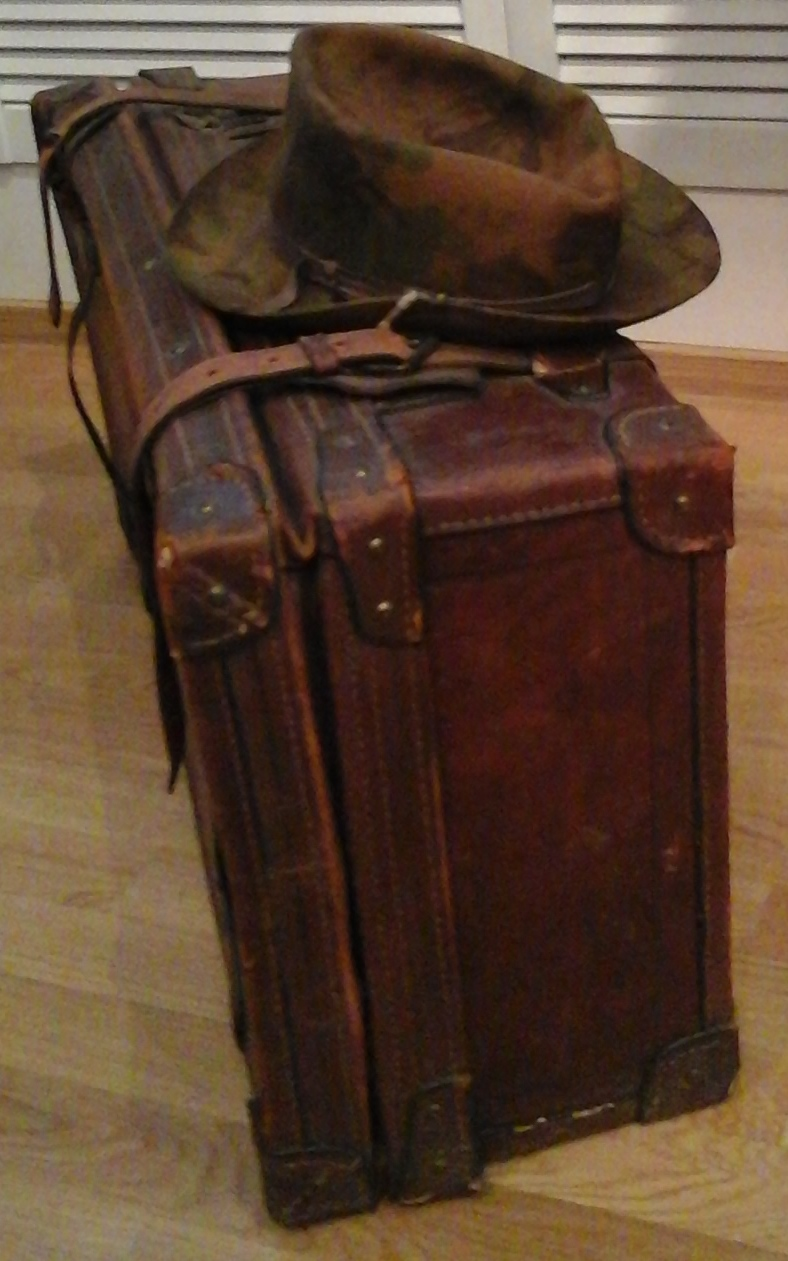
Чемодан, с которым 4 июня 1972 года Иосиф Бродский навсегда покинул родину, увозя пишущую машинку, две бутылки водки для Уистена Хью Одена и сборник стихов Джона Донна.
Американский кабинет Иосифа Бродского в Музее Анны Ахматовой в Фонтанном доме.
Фотография 2014 года

10 мая 1972 года Бродского вызвали в ОВИР и поставили перед выбором: немедленная эмиграция или «горячие денёчки». Такая метафора в устах КГБ могла означать допросы, тюрьмы и психбольницы. К тому времени ему уже дважды — зимой 1963—1964 годов — приходилось лежать на «обследовании» в психиатрических больницах, что было, по его словам, страшнее тюрьмы и ссылки. Бродский принимает вынужденное решение об отъезде. Узнав об этом, Владимир Марамзин предложил ему собрать всё написанное для подготовки самиздатского собрания сочинений. Результатом стало первое и до 1992 года единственное собрание сочинений Иосифа Бродского — машинописное. Перед отъездом он успел утвердить для публикации все 4 тома.
Избрав эмиграцию, Бродский пытался оттянуть день отъезда, но власти хотели избавиться от неугодного поэта как можно быстрее. 4 июня 1972 года лишённый советского гражданства Бродский вылетел из Ленинграда по «израильской визе» и по предписанному еврейской эмиграции маршруту — в Вену. Спустя 3 года он писал:

     Дуя в полую дудку, что твой факир,

     я прошёл сквозь строй янычар в зелёном,

     чуя яйцами холод их злых секир,

     как при входе в воду. И вот, с солёным

     вкусом этой воды во рту,

     я пересёк черту… 
— Колыбельная Трескового Мыса (1975)
О последующем, отказываясь драматизировать события своей жизни, Бродский вспоминал с изрядной лёгкостью:

Самолёт приземлился в Вене, и там меня встретил Карл Проффер… он спросил: «Ну, Иосиф, куда ты хотел бы поехать?» Я сказал: «О Господи, понятия не имею»… и тогда он спросил: «А как ты смотришь на то, чтобы поработать в Мичиганском университете?»
Иное освещение этим словам дают воспоминания близко знавшего Бродского Шеймаса Хини в его статье, опубликованной через месяц после смерти поэта:

«События 1964—1965 гг. сделали его чем-то вроде знаменитости и гарантировали известность в самый момент его прибытия на Запад; но вместо того чтобы воспользоваться статусом жертвы и плыть по течению „радикального шика“, Бродский сразу приступил к работе в качестве преподавателя в Мичиганском университете. Вскорости его известность основывалась уже не на том, что он успел совершить на своей старой родине, а на том, что он делал на новой».— Seamus Heaney. The Singer of Tales: On Joseph Brodsky
Через два дня по приезде в Вену Бродский отправляется знакомиться к живущему в Австрии У. Одену.
«Он отнёсся ко мне с необыкновенным участием, сразу взял под свою опеку… взялся ввести меня в литературные круги».
Вместе с Оденом Бродский в конце июня принимает участие в Международном фестивале поэзии (Poetry International) в Лондоне.
С творчеством Одена Бродский был знаком со времён своей ссылки и называл его, наряду с Ахматовой, поэтом, оказавшим на него решающее «этическое влияние». Тогда же в Лондоне Бродский знакомится с Исайей Берлином, Стивеном Спендером, Шеймасом Хини и Робертом Лоуэллом.

#### Линия жизни[уточнить]
В июле 1972 года Бродский переехал в США и принял пост «приглашённого поэта» (poet-in-residence) в Мичиганском университете в Энн-Арборе, где преподавал с перерывами до 1980 года. С этого момента закончивший в СССР неполные 8 классов средней школы Бродский вёл жизнь университетского преподавателя, занимая на протяжении последующих 24 лет профессорские должности в общей сложности в шести американских и британских университетах, в том числе в Колумбийском и в Нью-Йоркском. Он преподавал историю русской литературы, русскую и мировую поэзию, теорию стиха, выступал с лекциями и чтением стихов на международных литературных фестивалях и форумах, в библиотеках и университетах США, в Канаде, Англии, Ирландии, Франции, Швеции, Италии. Уже после получения Нобелевской премии на вопрос студентов, зачем он до сих пор преподаёт (ведь уже не ради денег), Бродский ответит: «Просто я хочу, чтобы вы полюбили то, что люблю я».

«Преподавал» в его случае нуждается в пояснениях. Ибо то, что он делал, было мало похоже на то, что делали его университетские коллеги, в том числе и поэты. Прежде всего, он просто не знал, как «преподают». Собственного опыта у него в этом деле не было… Каждый год из двадцати четырёх на протяжении по крайней мере двенадцати недель подряд он регулярно появлялся перед группой молодых американцев и говорил с ними о том, что сам любил больше всего на свете — о поэзии… Как назывался курс, было не так уж важно: все его уроки были уроками медленного чтения поэтического текста…— Лев Лосев
С годами состояние его здоровья неуклонно ухудшалось, и Бродский, чей первый сердечный приступ пришёлся на тюремные дни 1964 года, перенёс 4 инфаркта в 1976, 1985 и 1994 годах. Вот свидетельство врача (В. М. Гиндилиса), посетившего Бродского в первый месяц Норинской ссылки:

Ничего остро угрожающего в тот момент в его сердце не было, кроме слабо выраженных признаков так называемой дистрофии сердечной мышцы. Однако было бы удивительно их отсутствие при том образе жизни, который у него был в этом леспромхозе… Представьте себе большое поле после вырубки таёжного леса, на котором среди многочисленных пней разбросаны огромные каменные валуны… Некоторые из таких валунов превышают размером рост человека. Работа состоит в том, чтобы перекатывать с напарником такие валуны на стальные листы и перемещать их к дороге… Три-пять лет такой ссылки — и вряд ли кто-либо сегодня слышал о поэте… ибо его генами было предписано, к сожалению, иметь ранний атеросклероз сосудов сердца. А бороться с этим, хотя бы частично, медицина научилась лишь тридцать лет спустя.

Родители Бродского двенадцать раз подавали заявление с просьбой разрешить им повидать сына, с просьбой позволить им посетить Бродского обращались к правительству СССР также конгрессмены и видные деятели культуры США. Однако даже после того, как Бродский в 1978 году перенёс операцию на открытом сердце и стал нуждаться в уходе, его родителям было отказано в выездной визе. Сына они больше не увидели. Мать Бродского умерла в 1983 году, немногим более года спустя умер отец. Оба раза Бродскому не позволили приехать на похороны. Родителям посвящены его книга «Часть Речи» (1977), стихотворения «Мысль о тебе удаляется, как разжалованная прислуга…» (1985), «Памяти отца: Австралия» (1989), эссе «Полторы комнаты» (1985).
В 1977 году Бродский принял американское гражданство, в 1980 окончательно перебрался из Энн-Арбора в Нью-Йорк, в дальнейшем делил своё время между Нью-Йорком и Саут-Хэдли, университетским городком в штате Массачусетс, где с 1982 года и до конца жизни он преподавал по весенним семестрам в консорциуме «пяти колледжей». В 1990 году Бродский женился на Марии Соццани, итальянской аристократке, русской по материнской линии. В 1993 году у них родилась дочь Анна.

#### Поэт и эссеист
Стихи Бродского и их переводы печатались за пределами СССР с 1964 года, когда его имя стало широко известно благодаря публикации записи суда над поэтом. С момента его приезда на Запад его поэзия регулярно появляется на страницах изданий русской эмиграции. Едва ли не чаще, чем в русскоязычной прессе, публикуются переводы стихов Бродского, прежде всего в журналах США и Англии, а в 1973 году появляется и книга избранных переводов. Но новые книги стихов на русском выходят только в 1977 году — это «Конец прекрасной эпохи», включивший стихотворения 1964—1971 годов, и «Часть речи», в которую вошли произведения, написанные в 1972—1976 годах. Причиной такого деления были не внешние события (эмиграция) — осмысление изгнанничества как судьбоносного фактора было чуждо творчеству Бродского, — а то, что, по его мнению, в 1971—1972 годах в его творчестве происходят качественные изменения. На этом переломе написаны «Натюрморт», «Одному тирану», «Одиссей Телемаку», «Песня невинности, она же опыта», «Письма римскому другу», «Похороны Бобо». В стихотворении «1972 год», начатом в России и законченном за её пределами, Бродский даёт следующую формулу: «Всё, что творил я, творил не ради я / славы в эпоху кино и радио, / но ради речи родной, словесности…». Название сборника — «Часть речи» — объясняется этим же посылом, лапидарно сформулированным в его Нобелевской лекции: «кто-кто, а поэт всегда знает <…> что не язык является его инструментом, а он — средством языка».
В 1970-е и 1980-е годы Бродский, как правило, не включал в свои новые книги стихотворений, вошедших в более ранние сборники. Исключением является вышедшая в 1983 году книга «Новые стансы к Августе», составленная из стихотворений, обращённых к М. Б. — Марине Басмановой. Годы спустя Бродский говорил об этой книге: «Это главное дело моей жизни <…> мне представляется, что в итоге „Новые стансы к Августе“ можно читать, как отдельное произведение. К сожалению, я не написал „Божественной комедии“. И, видимо, уже никогда её не напишу. А тут получилась в некотором роде поэтическая книжка со своим сюжетом…». «Новые стансы к Августе» стала единственной книгой поэзии Бродского на русском языке, составленной самим автором.
С 1972 года Бродский активно обращается к эссеистике, которую не оставляет до конца жизни. В США выходят три книги его эссе: «Less Than One» («Меньше единицы») в 1986 году, «Watermark» («Набережная неисцелимых») в 1992 году и «On Grief and Reason» («О скорби и разуме») в 1995 году. Большая часть эссе, вошедших в эти сборники, была написана на английском. Его проза, по крайней мере в неменьшей степени, нежели его поэзия, сделала имя Бродского широко известным миру за пределами СССР. Американским Национальным советом литературных критиков сборник «Less Than One» был признан лучшей литературно-критической книгой США за 1986 год. К этому времени Бродский был обладателем полудюжины званий члена литературных академий и почётного доктора различных университетов, являлся лауреатом стипендии Мак-Артура 1981 года.
Следующая большая книга стихов — «Урания» — вышла в свет в 1987 году.
6 декабря 1987 года 47-летний Бродский вылетел в Стокгольм, где 10 декабря стал лауреатом Нобелевской премии по литературе, которая была присуждена ему «за всеобъемлющее творчество, проникнутое ясностью мысли и поэтической интенсивностью» («for an all-embracing authorship, imbued with clarity of thought and poetic intensity»). Свою написанную на русском нобелевскую речь, в которой он сформулировал личное и поэтическое кредо, 47-летний Бродский начал словами: 

Для человека частного и частность эту всю жизнь какой-либо общественной роли предпочитавшего, для человека, зашедшего в предпочтении этом довольно далеко — и в частности от родины, ибо лучше быть последним неудачником в демократии, чем мучеником или властителем дум в деспотии, — оказаться внезапно на этой трибуне — большая неловкость и испытание.
В 1990-е годы выходят четыре книги новых стихов Бродского: «Примечания папоротника», «Каппадокия», «В окрестностях Атлантиды» и изданный в Ардисе уже после смерти поэта и ставший итоговым сборник «Пейзаж с наводнением».
Несомненный успех поэзии Бродского как среди критиков и литературоведов, так и среди читателей имеет, вероятно, немало исключений. Пониженная эмоциональность, музыкальная и метафизическая усложнённость — особенно «позднего» Бродского — отталкивают и некоторых писателей. В частности, можно назвать работу Александра Солженицына, чьи упрёки творчеству поэта носят в значительной степени мировоззренческий характер. В подобном ключе отзывался о поэте критик из другого лагеря: Дмитрий Быков в своём эссе, посвящённом Бродскому, после зачина: «Я не собираюсь перепевать здесь расхожие банальности о том, что Бродский „холоден“, „однообразен“, „бесчеловечен“…», — далее, тем не менее, пишет: «В огромном корпусе сочинений Бродского поразительно мало живых текстов… Едва ли сегодняшний читатель без усилия дочитает „Шествие“, „Прощайте, мадемуазель Вероника“ или „Письмо в бутылке“ — хотя, несомненно, он не сможет не оценить „Часть речи“, „Двадцать сонетов к Марии Стюарт“ или „Разговор с небожителем“: лучшие тексты ещё живого, ещё не окаменевшего Бродского, вопль живой души, чувствующей своё окостенение, оледенение, умирание».
Последняя книга, составленная при жизни поэта, завершается следующими строками:

И если за скорость света не ждёшь спасибо,

то общего, может, небытия броня

ценит попытки её превращенья в сито

и за отверстие поблагодарит меня.
— «Меня упрекали во всём, окромя погоды…»
Вечером 27 января 1996 года около 20:00 Бродский работал за столом перед креслом в своём доме в Нью-Йорке. Поздней ночью 28 января приехавшая бригада «скорой» констатировала смерть поэта. Бродский умер от сердечного приступа 28 января 1996 года в возрасте 55 лет.

#### Драматург, переводчик, литератор
Перу Бродского принадлежат две опубликованные пьесы: «Мрамор» (1982) и «Демократия» (1990—1992). Ему также принадлежат переводы пьес английского драматурга Тома Стоппарда «Розенкранц и Гильденстерн мертвы» и ирландца Брендана Биэна «Говоря о верёвке».
Бродский оставил значительное наследие как переводчик мировой поэзии на русский язык. Из переведённых им авторов можно назвать, в частности, Джона Донна, Эндрю Марвелла, Ричарда Уилбера, Еврипида (из «Медеи»), Константиноса Кавафиса, Константы Ильдефонса Галчинского, Чеслава Милоша, Томаса Венцловы. Значительно реже Бродский обращался к переводам на английский. Прежде всего это, конечно, автопереводы, а также переводы из Мандельштама, Цветаевой, Виславы Шимборской и ряд других.
Сюзан Зонтаг, американская писательница и близкий друг Бродского, говорит: «Я уверена, что он рассматривал своё изгнание как величайшую возможность стать не только русским, но всемирным поэтом… Я помню, как Бродский сказал, смеясь, где-то в 1976—1977: „Иногда мне так странно думать, что я могу написать всё, что я захочу, и это будет напечатано“». Этой возможностью Бродский воспользовался в полной мере. С 1972 года он начинает активно заниматься общественной и литературной деятельностью. Помимо трёх вышеназванных книг эссе, число написанных им статей, предисловий, писем в редакции, рецензий на различные сборники превышает сто, не считая многочисленных устных выступлений на вечерах творчества русских и англоязычных поэтов, участия в дискуссиях и форумах, журнальных интервью. В списке авторов, на чьё творчество он даёт отзыв, имена И. Лиснянской, Е. Рейна, А. Кушнера, Д. Новикова, Б. Ахмадулиной, Л. Лосева, Ю. Кублановского, Ю. Алешковского, Вл. Уфлянда, В. Гандельсмана, А. Наймана, Р. Дериевой, Р. Уилбера, Ч. Милоша, М. Стрэнда, Д. Уолкотта и другие. Крупнейшие газеты мира публикуют его обращения в защиту преследуемых литераторов: С. Рушди, Н. Горбаневской, В. Марамзина, Т. Венцловы, К. Азадовского. Как пишет Л. Штерн, Бродский «старался помочь столь большому количеству людей [в том числе рекомендательными письмами], что… наступила некая девальвация его рекомендаций».
Относительное финансовое благополучие (по крайней мере, по меркам эмиграции) давало Бродскому возможность оказывать и более материальную помощь. Лев Лосев пишет:

Несколько раз я участвовал в сборе денег на вспомоществование нуждающимся старым знакомым, иной раз и тем, к кому Иосиф не должен был бы питать симпатий, и, когда я просил у него, он принимался торопливо выписывать чек, даже не давая договорить.
 Вот свидетельство Романа Каплана, знавшего Бродского ещё с российских времён владельца ресторана «Русский самовар», одного из культурных центров русской эмиграции в Нью-Йорке: 

В 1987 году Иосиф получил Нобелевскую премию… Я давно знал Бродского и обратился к нему за помощью. Иосиф вместе с Мишей Барышниковым решили мне помочь. Они внесли деньги, а я им отдал какую-то долю от этого ресторана… Увы, дивидендов я не платил, но я каждый год торжественно отмечал его день рождения.
Библиотека Конгресса избрала Бродского поэтом-лауреатом США на 1991—1992 годы. В этом почётном, но традиционно номинальном качестве он развил активную деятельность по пропаганде поэзии. Его идеи привели к созданию American Poetry and Literacy Project (Американский проект: «Поэзия и Грамотность»), в ходе которого с 1993 года более миллиона бесплатных поэтических сборников были розданы в школах, отелях, супермаркетах, на вокзалах и проч. По словам Уильяма Уодсворта, занимавшего с 1989 по 2001 год пост директора Американской академии поэтов, инаугурационная речь Бродского на посту поэта-лауреата «стала причиной трансформации взгляда Америки на роль поэзии в её культуре».
Незадолго до смерти Бродский увлёкся идеей основать в Риме русскую академию. Осенью 1995 года он обратился к мэру Рима с предложением о создании академии, где могли бы учиться и работать художники, писатели и учёные из России. Эта идея была реализована уже после смерти поэта. В 2000 году Фонд стипендий памяти Иосифа Бродского отправил в Рим первого российского поэта-стипендиата, а в 2003 году — первого художника.

#### Англоязычный поэт
В 1973 году вышла первая авторизованная книга переводов поэзии Бродского на английский — «Selected poems» («Избранные стихотворения») в переводах Джорджа Клайна и с предисловием Одена. Второй сборник на английском языке, «A Part of Speech» («Часть речи»), вышла в 1980 году; третий, «To Urania» («К Урании»), — в 1988 году. В 1996 году был опубликован «So Forth» («И так далее») — четвёртый сборник стихов на английском языке, подготовленный Бродским. В последние две книги включены как переводы и автопереводы с русского, так и стихотворения, изначально написанные на английском. С годами Бродский всё меньше доверял переводы своих стихов на английский другим переводчикам; одновременно он всё чаще сочинял стихи на английском, хотя, по его собственным словам, не считал себя двуязычным поэтом и утверждал, что «для меня, когда я пишу стихи по-английски, — это скорее игра…». Лосев пишет: «В языковом и культурном отношении Бродский был русским, а что касается самоидентификации, то в зрелые годы он свёл её к лапидарной формуле, которую неоднократно использовал: „Я — еврей, русский поэт и американский гражданин“».
В пятисотстраничном собрании англоязычной поэзии Бродского, выпущенном после смерти автора, нет переводов, выполненных без его участия. Но если его эссеистика вызывала в основном положительные критические отклики, то отношение к нему как к поэту в англоязычном мире было далеко не однозначным. По мнению Валентины Полухиной, «парадокс восприятия Бродского в Англии заключается в том, что с ростом репутации Бродского-эссеиста ужесточались атаки на Бродского — поэта и переводчика собственных стихов». Спектр оценок был очень широк, от крайне негативных до хвалебных, но в целом превалировал критический уклон. Роли Бродского в англоязычной поэзии, переводу его стихов на английский, взаимоотношениям русского и английского языков в его творчестве посвящены, в частности, эссе-мемуары Дэниэла Уэйссборта «From Russian with love». Ему принадлежит следующая оценка английских стихов Бродского:

На мой взгляд, они весьма беспомощны, даже возмутительны, в том смысле, что он вводит рифмы, которые всерьёз в серьёзном контексте не воспринимаются. Он пытался расширить границы применения женской рифмы в английской поэзии, но в результате его произведения начинали звучать как У. Ш. Гилберт или Огден Нэш. Но постепенно у него получалось лучше и лучше, он и в самом деле начал расширять возможности английской просодии, что само по себе необыкновенное достижение для одного человека. Не знаю, кто ещё мог этого добиться. Набоков не мог.

#### Возвращение
Перестройка в СССР и совпавшее с ней присуждение Бродскому Нобелевской премии прорвали плотину молчания на родине, и в скором времени публикации стихов и эссе Бродского хлынули потоком. Первая (помимо нескольких стихотворений, просочившихся в печать в 1960-х) подборка стихотворений Бродского появилась в декабрьской книжке «Нового мира» за 1987 год. До этого момента творчество поэта было известно на его родине весьма ограниченному кругу читателей и лишь благодаря рукописным и машинописным спискам, распространявшимся в самиздате. В 1989 году Бродский был реабилитирован по процессу 1964 года; было признано, что в его действиях отсутствовал состав административного правонарушения.
В 1992 году в России начинает выходить 4-томное собрание сочинений.
В 1995 году Бродскому присвоено звание почётного гражданина Санкт-Петербурга.
В 1997 году выходит первая в России книга о поэзии Бродского «Письмена перспективы. О поэзии Иосифа Бродского» Натальи Стрижевской.
Последовали приглашения вернуться на родину. Бродский откладывал приезд: его смущала публичность такого события, чествования, внимание прессы, которыми бы неизбежно сопровождался его визит. Не позволяло и здоровье. Одним из его последних аргументов был такой: «Лучшая часть меня уже там — мои стихи».

### Общественная позиция
В 1974 году Бродский пишет стихотворение «На смерть Жукова», являющееся откликом на смерть советского полководца Георгия Константиновича Жукова. Жанровое и структурное своеобразие, по мнению литераторов, позволяет рассматривать стихотворение как «имперское» и «патриотическое». На такие заявления Иосиф Александрович отвечал следующее: «Вообще-то я считаю, что это стихотворение в своё время должны были напечатать в газете „Правда“». Также в стихотворении Бродского, написанного не позднее 1992 года и представляющего собой резкую эмоциональную реакцию на провозглашение независимости Украины, используется, как считает украинист Ольга Бертельсен, «напористый и довольно агрессивный империалистический тон».
Первый митинг, в котором участвовал Бродский, — митинг в поддержку антитоталитарного и антикоммунистического польского движения «Солидарность», второй — против ввода советских войск в Афганистан.

Соавтор фильма «Прогулки с Бродским» Елена Якович рассказала, что первый президент России был для поэта очень важным человеком. Во время съёмок, в ноябре 1993 года, Иосиф Александрович сказал: «на сегодняшний день я в партии Бориса Ельцина. Я думаю, что этот человек делает всё так, как, видимо, только и можно в этих обстоятельствах». Бродский упомянул имя президента в своём стихотворении «Подражание Горацию»:
 Но ты, кораблик, чей кормщик Боря,

     не отличай горизонт от горя.

     Лети по волнам стать частью моря,

     лети, лети.

### Смерть и погребение
27 января 1996 года в субботу, в Нью-Йорке Бродский готовился ехать в Саут-Хэдли и собрал в портфель рукописи и книги, чтобы на следующий день взять с собой. В понедельник 29 января начинался весенний семестр. Пожелав жене спокойной ночи, Бродский сказал, что ему нужно ещё поработать, и поднялся к себе в кабинет.
Утром жена обнаружила его на полу в кабинете. Бродский был полностью одет; на письменном столе рядом с очками лежала раскрытая книга — двуязычное издание греческих эпиграмм.
Иосиф Александрович Бродский скоропостижно скончался в ночь c 27 на 28 января 1996 года, не дожив 4 месяца до своего 56-летия. Причина смерти — внезапная остановка сердца вследствие инфаркта.
1 февраля 1996 года в Епископальной приходской церкви Благодати (Grace Church) в Проспект-Хайтс в Бруклине, неподалёку от дома Бродского, прошло отпевание. На следующий день состоялось временное захоронение: тело в гробу, обитом металлом, поместили в склеп на кладбище при храме Святой Троицы (Trinity Church Cemetery), на берегу Гудзона, где оно хранилось до 21 июня 1997 года. Мемориальная служба состоялась 8 марта на Манхэттене в епископальном соборе Святого Иоанна Богослова. Речей не было. Стихи читали Чеслав Милош, Дерек Уолкотт, Шеймас Хини, Михаил Барышников, Лев Лосев, Энтони Хект, Марк Стрэнд, Розанна Уоррен, Евгений Рейн, Владимир Уфлянд, Томас Венцлова, Анатолий Найман, Яков Гордин, Мария Соццани-Бродская и другие. Звучала музыка Гайдна, Моцарта, Пёрселла. В 1973 году в этом же соборе Бродский был одним из организаторов мемориальной службы памяти Уистена Одена.
Присланное телеграммой предложение депутата Государственной думы РФ Галины Старовойтовой похоронить поэта в Петербурге на Васильевском острове было отвергнуто — «это означало бы решить за Бродского вопрос о возвращении на родину».
В своих широко цитируемых воспоминаниях, посвящённых последней воле и похоронам Бродского, поэт и переводчик Илья Кутик говорит: 

За две недели до своей смерти Бродский купил себе место в небольшой часовне на нью-йоркском кладбище по соседству с Бродвеем (именно такой была его последняя воля). После этого он составил достаточно подробное завещание. Был также составлен список людей, которым были отправлены письма, в которых Бродский просил получателя письма дать подписку в том, что до 2020 года получатель не будет рассказывать о Бродском как о человеке и не будет обсуждать его частную жизнь; о Бродском-поэте говорить не возбранялось.
 Большинство утверждений, сделанных Кутиком, не подтверждается другими источниками. В то же время близко знавшие Бродского Э. Шеллберг, М. Воробьёва, Л. Лосев, В. Полухина, Т. Венцлова выступили с опровержениями. В частности, Шеллберг и Воробьёва заявили: «Хотим заверить, что статья об Иосифе Бродском, опубликованная под именем Ильи Кутика на 16-й странице „Независимой газеты“ от 28 января 1998 года, на 95 процентов является вымыслом». Своё резкое несогласие с рассказом Кутика высказал Лев Лосев, засвидетельствовавший в числе прочего, что Бродский не оставлял указаний относительно своих похорон, не покупал место на кладбище и т. д. По свидетельствам Лосева и Полухиной, Илья Кутик не присутствовал на описываемых им похоронах Бродского.

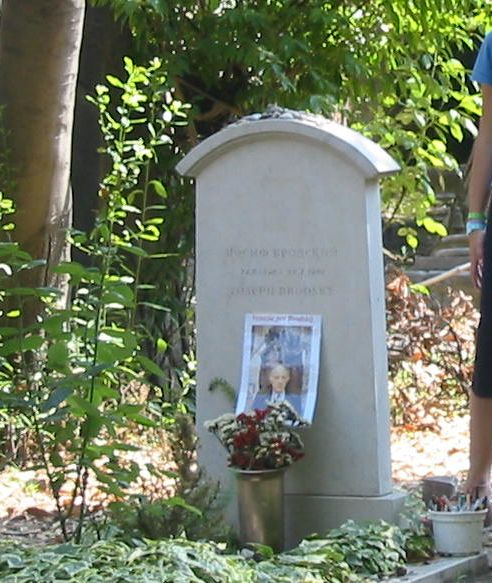
Общий вид могилы Иосифа Бродского на кладбище Сан-Микеле, Венеция, 2004 год.

Решение вопроса об окончательном месте упокоения поэта заняло больше года. По словам вдовы Бродского Марии, «идею о похоронах в Венеции высказал один из его друзей. Это город, который, не считая Санкт-Петербурга, Иосиф любил больше всего. Кроме того, рассуждая эгоистически, Италия — моя страна, поэтому было лучше, чтобы мой муж там и был похоронен. Похоронить его в Венеции было проще, чем в других городах, например в моём родном городе Компиньяно около Лукки. Венеция ближе к России и является более доступным городом». Вероника Шильц и Бенедетта Кравери договорились с властями Венеции о месте на старинном кладбище на острове Сан-Микеле. Желание быть похороненным на Сан-Микеле встречается в шуточном послании Бродского 1974 года Андрею Сергееву:
Хотя бесчувственному телу
равно повсюду истлевать,

лишённое родимой глины, оно в аллювии долины

ломбардской гнить не прочь. Понеже

свой континент и черви те же.

Стравинский спит на Сан-Микеле…
21 июня 1997 года на кладбище Сан-Микеле в Венеции состоялось перезахоронение тела Иосифа Бродского. Первоначально тело поэта планировали похоронить на русской половине кладбища между могилами Стравинского и Дягилева, но это оказалось невозможным, поскольку Бродский не был православным. Также отказало в погребении и католическое духовенство. В результате решили похоронить тело в протестантской части кладбища. Место упокоения было отмечено скромным деревянным крестом с именем Joseph Brodsky.
Через несколько лет на могиле поэта установили надгробный памятник работы художника Владимира Радунского. На обороте памятника выполнена надпись на латыни — строка из элегии Проперция «Letum non omnia finit» — «Не всё кончается со смертью».
Люди, приходя на могилу, оставляют камешки, письма, стихи, карандаши, фотографии, сигареты Camel (Бродский много курил) и виски.

## Семья
Отец — Александр Иванович (Израилевич) Бродский (1903—1984).
Мать — Мария Моисеевна Вольперт (1905—1983).
- Внебрачный сын — Андрей Осипович Басманов (род. 1967), от художницы Марианны Басмановой.
  - Внучка — Пелагея Андреевна Басманова (род. 1997), училась в Санкт-Петербургском Межрегиональном институте экономики и права на факультете коммуникативного дизайна.
- Внебрачная дочь (по утверждению семьи Кузнецовых — матери Марианны и дочери Анастасии Кузнецовых) — Анастасия Иосифовна Кузнецова (род. 1972), от балерины Марианны Кузнецовой. Родство официально и документально не установлено, не подтверждалось самим Бродским и не признаётся вдовой поэта Марией Соццани.

Жена (с 1990 по 1996) — Мария Соццани Бродская (род. 1969), происходит по материнской линии из русской дворянской семьи Мальцовых, Оболенских, Урусовых, её отец, Винченцио Соццани, занимал престижный пост в одной из крупных итальянских компаний. Работает в издательской сфере. Возглавляет попечительский совет Фонда имени И. А. Бродского.
- Дочь — Анна-Мария-Александра Бродская-Соццани (род. 1993).
  - Внучка — Шер

## Адреса в Санкт-Петербурге
- 1955—1972 — доходный дом А. Д. Мурузи (Литейный проспект, дом 24, кв. 28). В январе 2020 года в доме Мурузи в тестовом режиме начал работать музей Иосифа Бродского «Полторы комнаты»[117].

### В Комарове
- 7 августа 1961 года — в «Будке», в Комарове[118] Евгений Рейн знакомит Бродского с Анной Ахматовой.
- В начале октября 1961 года ездил к Ахматовой в посёлок Комарово вместе с Сергеем Шульцем.
- 24 июня 1962 года — на день рождения Ахматовой написал два стихотворения: «А. А. Ахматовой» («Закричат и захлопочут петухи…»), откуда она взяла эпиграф «Вы напишете о нас наискосок» для стихотворения «Последняя роза», а также «За церквами, садами, театрами…» и письмо[119]. В этом же году посвятил Ахматовой и другие стихи. Утренняя почта для Ахматовой из города Сестрорецка («В кустах Финляндии бессмертной…»).
- Осень и зима 1962—1963 годов — Бродский живёт в Комарове на даче у известного учёного-биолога Раисы Берг, где работает над циклом «Песни счастливой зимы». Тесное общение с Ахматовой. Знакомство с академиком Виктором Жирмунским.
- 5 октября 1963 года — в Комарове, «Вот я вновь принимаю парад…».
- 14 мая 1965 года — навещает Ахматову в Комарове.

Два дня сидел напротив меня вот на том стуле, на котором сейчас сидите вы… Всё-таки хлопоты наши недаром — где это видано, где это слыхано, чтобы из ссылки на несколько дней отпускали преступника погостить в родной город?.. Неразлучен со своей прежней дамой. Очень хорош собой. Вот влюбиться можно! Стройный, румяный, кожа как у пятилетней девочки… Но, конечно, этой зимы ему в ссылке не пережить. Порок сердца не шутка.

- 5 марта 1966 года — смерть Анны Ахматовой. Бродский и Михаил Ардов долго искали место для могилы Ахматовой, сначала на кладбище в Павловске по просьбе Ирины Пуниной, потом в Комарове по собственной инициативе.

Она просто многому нас научила. Смирению, например. Я думаю… что во многом именно ей я обязан лучшими своими человеческими качествами. Если бы не она, потребовалось бы больше времени для их развития, если б они вообще появились.

## Наследие
По словам Андрея Ранчина, профессора кафедры истории русской литературы МГУ, «Бродский — единственный современный русский поэт, уже удостоенный почётного титула классика. Литературная канонизация Бродского — явление исключительное. Ни один другой современный русский писатель не удостоился стать героем такого количества мемуарных текстов; никому не было посвящено столько конференций».
Все издания произведений и архивных документов Бродского контролируются, согласно его завещанию, Фондом наследственного имущества Иосифа Бродского; во главе Фонда стоят личный секретарь Бродского (с 1986 г.) Энн Шеллберг, которую Бродский назначил своим литературным душеприказчиком, и его вдова Мария Соццани-Бродская. В 2010 году Энн Шеллберг так суммировала ситуацию с публикацией произведений Бродского в России:

фонд сотрудничает исключительно с издательской группой «Азбука», и — на сегодняшний день — мы не предполагаем выпускать в конкурирующих издательствах сборники Бродского с комментариями. Исключение сделано только для серии «Библиотека поэта», в которой выйдет книга с комментариями Льва Лосева. В ожидании будущего академического собрания эта книга займёт пустующее место доступного комментированного издания
Незадолго до смерти Бродский написал письмо в отдел рукописей Российской национальной библиотеки в Петербурге (где хранится архив поэта в основном до 1972 года), в котором попросил закрыть на 50 лет доступ к его дневникам, письмам и семейным документам. На рукописи и другие подобные материалы запрет не распространяется, и литературная часть Петербургского архива открыта для исследователей. Другой архив, в основном американского периода жизни поэта, находится в свободном доступе (включая большую часть переписки и черновиков) в библиотеке Бейнеке Йельского университета, США. Третий по значению архив (так называемый «Литовский») в 2013 году был приобретён Стэнфордским университетом у семьи Катилюсов, друзей Бродского. Для полной или частичной публикации любых архивных документов требуется разрешение Фонда наследственного имущества. Вдова поэта говорит:

Указания Иосифа касаются двух областей. Во-первых, он просил, чтобы его личные и семейные бумаги в архиве были закрыты на пятьдесят лет. Во-вторых, в письме, приложенном к завещанию, как и в беседах со мной насчёт того, как эти вопросы должны решаться после его смерти, — он просил не публиковать его письма и неизданные сочинения. Но, насколько я понимаю, его просьба допускает публикацию отдельных цитат из неизданных вещей в научных целях, как это принято в подобных случаях. В том же самом письме он просил своих друзей и родных не принимать участия в написании его биографий.
Следует упомянуть мнение Валентины Полухиной, исследователя жизни и творчества Бродского, что по требованию Фонда наследственного имущества «написание биографии запрещено до 2071 года…» — то есть на 75 лет со дня смерти поэта «закрыты все письма Бродского, дневники, черновики и так далее…». С другой стороны, Э. Шеллберг заявляет, что никакого дополнительного запрета, не считая вышеупомянутого письма Бродского в Российскую национальную библиотеку, не существует, а доступ к черновикам и подготовительным материалам всегда был открыт для исследователей. Того же мнения был и Лев Лосев, перу которого принадлежит единственная на сегодняшний день литературная биография Бродского.
Позицию Бродского в отношении своих будущих биографов комментируют слова из его письма:

Я не возражаю против филологических штудий, связанных с моими худ. произведениями — они, что называется, достояние публики. Но моя жизнь, моё физическое состояние, с Божьей помощью принадлежала и принадлежит только мне… Что мне представляется самым дурным в этой затее, это — то, что подобные сочинения служат той же самой цели, что и события в них описываемые: что они низводят литературу до уровня политической реальности. Вольно или невольно (надеюсь, что невольно) Вы упрощаете для читателя представление о моей милости. Вы — уже простите за резкость тона — грабите читателя (как, впрочем, и автора). А, — скажет французик из Бордо, — всё понятно. Диссидент. За это ему Нобеля и дали эти шведы-антисоветчики. И «Стихотворения» покупать не станет… Мне не себя, мне его жалко.
— Я. Гордин. Рыцарь и смерть, или Жизнь как замысел: О судьбе Иосифа Бродского. М.: Время, 2010
Среди посмертных изданий произведений Бродского следует назвать подготовленную при жизни автора книгу стихотворений «Пейзаж с наводнением», под редакцией Александра Сумеркина, переводчика прозы и поэзии Бродского на русский язык, при чьём участии было издано большинство ардисовских сборников поэта. В 2000 году переиздание этих сборников было предпринято «Пушкинским фондом». В этом же издательстве в 1997—2001 гг. вышли «Сочинения Иосифа Бродского: В 7 т.». Детская поэзия Бродского на русском языке впервые собрана под одной обложкой в книге «Слон и Маруська». Английское детское стихотворение Discovery вышло с иллюстрациями В. Радунского в Farrar, Straus & Giroux, 1999. Бродский-переводчик наиболее полно представлен в книге «Изгнание из рая», куда вошли в том числе ранее не опубликованные переводы. В 2000 году в нью-йоркском Farrar, Straus & Giroux вышел сборник англоязычной поэзии Бродского и его стихотворений в переводах (сделанных в значительной части самим автором) на английский: «Collected Poems in English, 1972—1999». Переводы на русский англоязычных стихотворений Бродского были выполнены в том числе Андреем Олеаром и Виктором Куллэ. По свидетельству А. Олеара, ему удалось обнаружить более 50 неизвестных англоязычных стихотворений Бродского в архиве Бейнеке. Ни эти стихотворения, ни их переводы на сегодняшний день не опубликованы.
Лев Лосев выступил составителем и автором примечаний вышедшего в 2011 году комментированного издания русскоязычной поэзии Бродского: «Стихотворения и поэмы: В 2 т.», включающего как полные тексты изданных Ардисом 6 книг, составленных при жизни поэта, так и некоторые не вошедшие в них стихотворения, а кроме того, некоторое количество переводов, стихи для детей и другие произведения. Судьба упоминавшегося в печати академического издания трудов Бродского на сегодняшний день неизвестна. По мнению Валентины Полухиной, вряд ли оно появится ранее 2071 года. В 2010 году Э. Шеллберг писала, что «в настоящее время в РНБ текстологические исследования в рамках подготовки первых томов научного издания ведёт филолог Денис Николаевич Ахапкин. Его работа также поддерживается Американским советом по международному образованию». Значительный свод русскоязычного литературного наследия Бродского находится в свободном доступе в интернете, в частности на сайтах [lib.ru/BRODSKIJ/ Библиотека Максима Мошкова] и Библиотека поэзии. Судить о текстологической достоверности этих сайтов затруднительно.
В настоящее время в Санкт-Петербурге функционирует Фонд Литературного музея Иосифа Бродского, основанный с целью открытия музея в бывшей квартире поэта на улице Пестеля. Временная экспозиция «Американский кабинет Иосифа Бродского», включающая вещи из дома поэта в Саут-Хэдли, расположена в музее Анны Ахматовой в Фонтанном доме в Санкт-Петербурге. Официальное открытие Музея-квартиры И. А. Бродского состоялось в мае 2020 года. Действует также Дом-музей Иосифа Бродского в Норинском. 22 мая 2015 года, к 75-летнему юбилею со дня рождения поэта, выпущены почтовая марка «И. А. Бродский (1940—1996), поэт» и конверт с изображением Дома-музея в Норинской.
В сентябре 2024 года в Еврейском музее и центре толерантности открылась выставка «Иосиф Бродский. Место не хуже любого».

### Издания

#### на русском языке

##### Журналы
- Ниоткуда с любовью // Новый мир. — 1987. — № 12. — С. 160—168.
- Стихотворения // Нева. — 1988 — № 3. — С. 106—110.
- Стихи разных лет // Дружба народов. — 1988. — № 8. — С. 175—186.
- Римские элегии // Огонёк. — 1988. — № 31. — С. 28—29.

##### Книги

###### Прижизненные издания
- Иосиф Бродский. Стихотворения и поэмы. — Washington; New York: Inter-Language Literary Associates, 1965.
- Иосиф Бродский. Остановка в пустыне / предисл. N.N. (А. Найман). — New York: Изд-во им. Чехова, 1970. — 2-е изд., испр.: Ann Arbor: Ardis, 1988.
- Иосиф Бродский. Конец прекрасной эпохи: Стихотворения 1964—1971. — Ann Arbor: Ardis, 1977. — Российское издание: СПб.: Пушкинский фонд, 2000.
- Иосиф Бродский. Часть речи: Стихотворения 1972—1976. — Ann Arbor: Ardis, 1977. — Российское изд.: СПб.: Пушкинский фонд, 2000.
- Иосиф Бродский. Римские элегии. — New York: Russica Publishers, 1982.
- Иосиф Бродский. Новые стансы к Августе (Стихи к М. Б., 1962—1982). — Ann Arbor: Ardis, 1983. — Рос. изд.: СПб.: Пушкинский фонд, 2000.
- Иосиф Бродский. Мрамор:  Пьеса. — Ann Arbor: Ardis, 1984. — 62 с.
- Иосиф Бродский. Урания. — Ann Arbor: Ardis, 1987. — 2-е изд., испр.: Ann Arbor: Ardis, 1989.
- Иосиф Бродский. Примечания папоротника. — Bromma (Sweden): Hylaea, 1990.
- Иосиф Бродский размером подлинника: [Сборник, посвящённый 50-летию И. Бродского] / сост. Г. Ф. Комаров. — Л.; Таллин: Изд-во Таллинского центра Московской штаб-квартиры МАДПР, 1990.
- Иосиф Бродский. Осенний крик ястреба: Стихотворения 1962-1989 годов / Предислов. В. Уфлянд; Сост. Ольга Абрамович.. — Л.: Совместное издание: Таллинский центр МШК МАДЛР и КТЛ ИМА-пресс., 1990. — 128 с. — 50 000 экз.
- Иосиф Бродский. Стихотворения / сост. Я. Гордин. — Таллинн: Ээсти раамат; Александра, 1991.
- Иосиф Бродский. Каппадокия. Стихотворения. — СПб.: Приложение к альманаху «Петрополь», при участии изд. «Александра», 1993. — 44 с. — («Петербургское соло»). — 3000 экз. — ISBN 5-450-01613-1.
- Иосиф Бродский. В окрестностях Атлантиды. Новые стихотворения. — СПб.: Пушкинский фонд, 1995.
- Иосиф Бродский. Пейзаж с наводнением. — Dana Point: Ardis, 1996. — Российское изд. (испр. и доп.): СПб.: Пушкинский фонд, 2000.

переводы:
- Иосиф Бродский. Изгнание из рая: Избранные переводы / ред. Я. Клоц. — СПб.: Азбука, 2010.

для детей:
- Иосиф Бродский. Слон и Маруська / илл. И. Ганзенко. — СПб.: Азбука, 2011.

###### Антологии
- Русская поэзия. XX век. Антология. — Под редакцией В. А. Кострова. [И. Бродский; биб. справ. — C. 686—689: Стансы. «Деревья в моём окне, в деревянном окне…». Вечером. Конец прекрасной эпохи. Любовь. На смерть друга. Из цикла «Часть речи». (Стихи)]. — М.: ОЛМА—ПРЕСС, 1999. — 926 с.; В пер.; ил.; 11 000 экз. — ISBN 5-224-00134-X

##### Собрание сочинений
- Иосиф Бродский. Сочинения Иосифа Бродского: В 4 т / сост. Г. Ф. Комаров. — СПб.: Пушкинский фонд, 1992—1995.
- Иосиф Бродский. Сочинения Иосифа Бродского: В 7 т / ред. Я. Гордин. — СПб.: Пушкинский фонд, 1997—2001.
- Иосиф Бродский. Стихотворения и поэмы: В 2 т / сост. и примеч. Л. Лосева. — СПб.: Пушкинский дом, 2011.
- Иосиф Бродский. Стихотворения. Эссе. Пьесы. В двух томах. Сост.: В. И. Уфлянд. Минск. 1992

#### на английском языке
- Joseph Brodsky. Selected poems. — New York: Harper & Row, 1973, 1973.
- Joseph Brodsky. A Part of Speech. — New York: Farrar, Straus & Giroux, 1980, 1980.
- Joseph Brodsky. Less Than One: Selected Essays. — New York: Farrar, Straus & Giroux, 1986, 1986.
- Joseph Brodsky. To Urania. — New York: Farrar, Straus & Giroux, 1988, 1988.
- Joseph Brodsky. Marbles: a Play in Three Acts / translated by Alan Myers with Joseph Brodsky. — New York: Farrar, Straus & Giroux, 1989.
- Joseph Brodsky. Watermark. — New York: Farrar, Straus and Giroux; London: Hamish Hamilton, 1992.
- Joseph Brodsky. On Grief and Reason: Essays. — New York: Farrar, Straus & Giroux, 1995, 1995.
- Joseph Brodsky. So Forth: Poems. — New York: Farrar, Straus & Giroux, 1996, 1996.
- Joseph Brodsky. Collected Poems in English, 1972—1999 / edited by Ann Kjellberg. — New York: Farrar, Straus & Giroux, 2000.
- Joseph Brodsky. Nativity Poems / Bilingual Edition. — New York: Farrar, Straus & Giroux, 2001.
- Joseph Brodsky. A Literary Life. — New Haven: Yale University Press, 2011.

#### на французском языке
- Joseph Brodsky. Democratie!: piece en un acte. — Die: Ed. A. Die, 1990. — 43, 41 с. [Текст по-рус. и по-франц. яз.]

#### на иврите
- Иосиф Бродский, перевод Эзра Зусман. עקדת יסאק. — תל אביב : עקד, 1969.

#### Радиоспектакли и литературные чтения
- 1988 — Иосиф Бродский — Остановка в пустыне (издательство «Мелодия»).
- 1996 — Иосиф Бродский. Ранние стихотворения (издательство «Sintez»).
- 2001 — Иосиф Бродский. Ниоткуда с любовью (издательство «Страдиз-Аудиокнига»).
- 2003 — Иосиф Бродский. Стихотворения (издательство «Государственный литературный музей»).
- 2004 — Любовь моя, Одесса (издательство «Мелодия»).
- 2007 — Иосиф Бродский. Пространство языка (издательство «Страдиз-Аудиокнига»).
- 2008 — Классики и современники. Стихотворения и поэмы. Часть 6 (издательство «Радио Культура»).
- 2009 — Иосиф Бродский. Звук речи (издательство «Citizen K»).

## Память

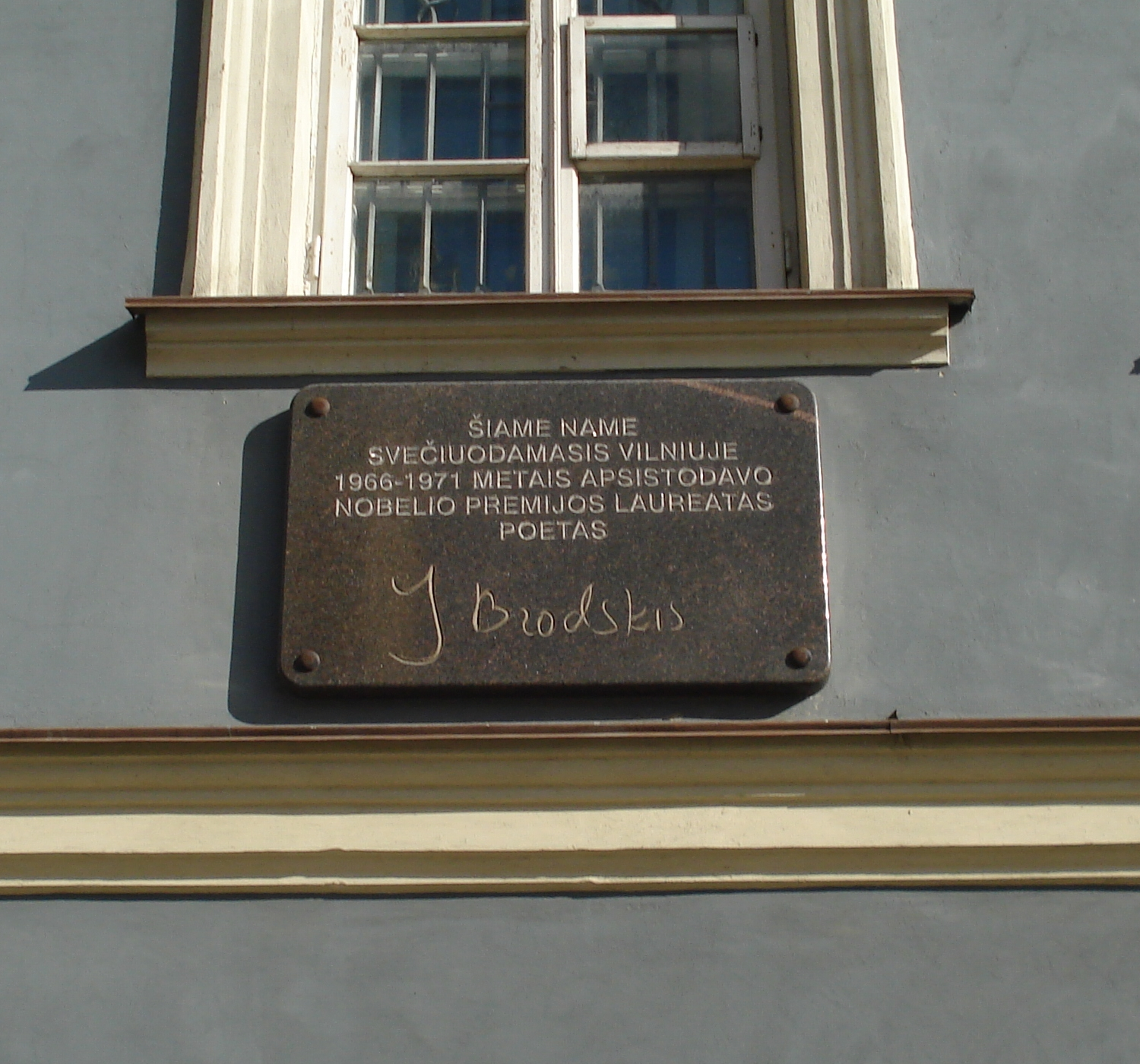
Мемориальная доска на доме по улице Лейиклос в Вильнюсе, в котором в 1966—1971 годах останавливался поэт.

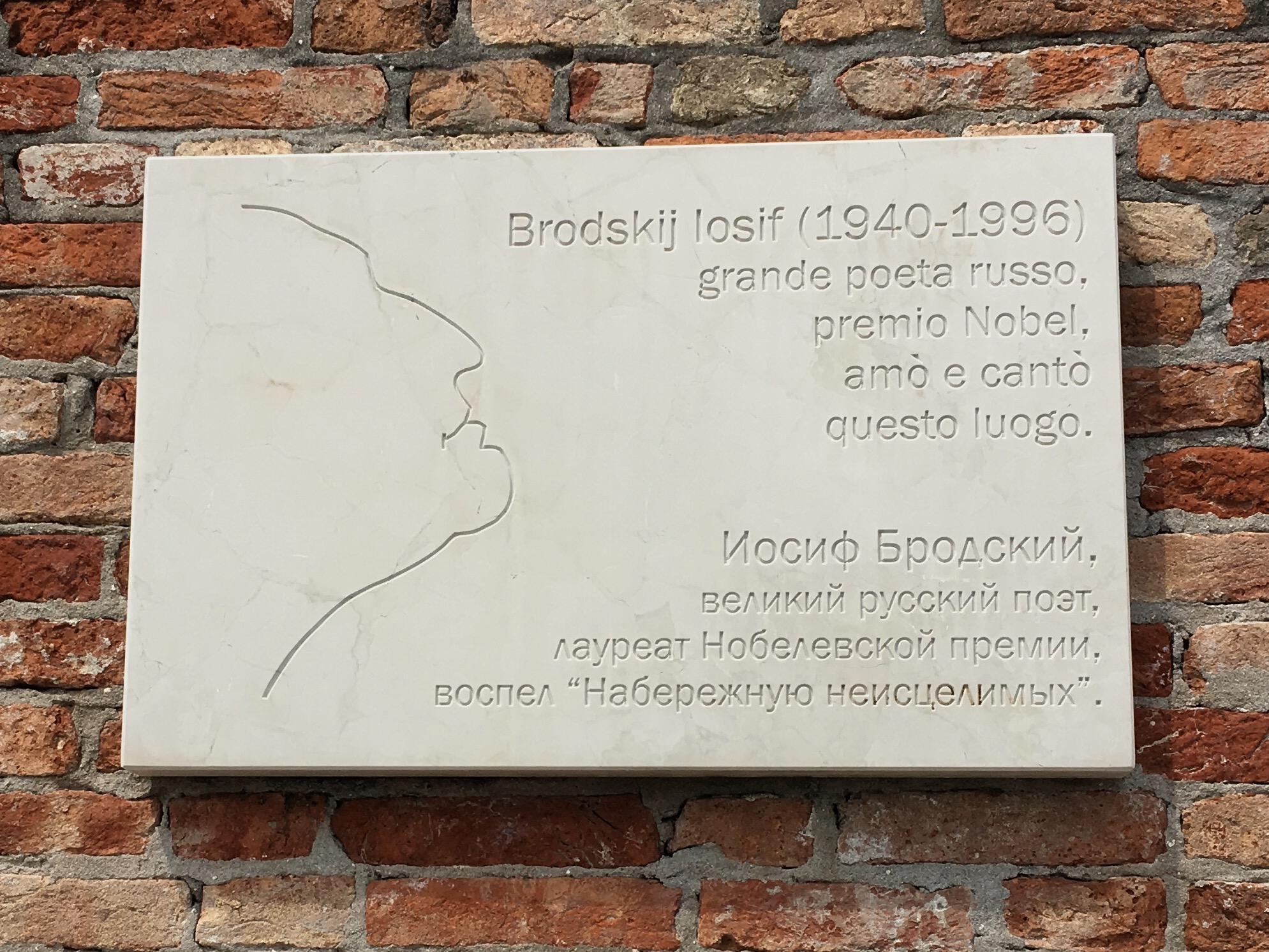
Мемориальная доска в честь Иосифа Бродского в Венеции.

- Одним из первых на смерть Иосифа Бродского откликнулся Глеб Горбовский, написав в 1996 году стихотворение «Тост», в котором в том числе вспомнил об одной из последних встреч с будущим нобелитом.
- В 1998 году в «Пушкинском фонде» вышла книга стихотворений Льва Лосева «Послесловие», первую часть которой составляют стихи, связанные с памятью Бродского.
- В 2003 году Фондом наследственного имущества Иосифа Бродского и вдовой поэта Марией Бродской (урожд. Соццани) переданы в Россию вещи из дома Бродского в Саут-Хедли для создания музея на его родине. Библиотека, фотографии дорогих Бродскому людей, мебель, напоминающая ту, что была в родительском доме (письменный стол, секретер, кресло, диван), настольная лампа, постеры, связанные с итальянскими поездками, коллекция почтовых открыток находятся в музее Иосифа Бродского в Фонтанном доме, который является частью музея Анны Ахматовой[143].
- В 2004 году близкий друг Бродского, лауреат Нобелевской премии поэт Дерек Уолкотт написал поэму «The Prodigal», в которой многократно упоминается Бродский.
- С 2004 года имя Бродского носит Коношская центральная районная библиотека, читателем которой поэт был в период ссылки[144].
- В ноябре 2005 года во дворе филологического факультета Санкт-Петербургского университета по проекту Константина Симуна был установлен первый в России памятник Иосифу Бродскому.
- На стихи Иосифа Бродского писали песни 25/17, Noize MC, Константин Меладзе, Елена Фролова, Евгений Клячкин, Александр Мирзаян, Светлана Сурганова, Диана Арбенина, Пётр Мамонов, Виктория Полевая, Леонид Марголин и другие авторы.

Фрагмент памятника Иосифу Бродскому в Москве.

- 21 мая 2009 года на набережной Неисцелимых в Венеции в честь Иосифа Бродского была торжественно открыта мемориальная доска работы скульптора Георгия Франгуляна.
- В Москве на Новинском бульваре в 2011 году установлен памятник поэту скульптора Георгия Франгуляна и архитектора Сергея Скуратова.
- Стихотворение «Ниоткуда с любовью» вынесено в заглавие фильма «Ниоткуда с любовью, или Весёлые похороны», экранизации повести Людмилы Улицкой «Весёлые похороны». В фильме звучит баллада «Ниоткуда с любовью» в исполнении Геннадия Трофимова.
- В 2009 году вышел фильм режиссёра Андрея Хржановского «Полторы комнаты, или Сентиментальное путешествие на родину», снятый по произведениям и биографии Иосифа Бродского. Поэта в детстве исполнил Евгений Оганджанян, в юности — Артём Смола, в зрелости — Григорий Дитятковский.
- Имя «И. Бродский» носил самолёт A330 (бортовой номер VQ-BBE) компании Аэрофлот — Российские авиалинии (списан в 2020 году).
- Осенью 2011 года Почтовая служба США представила дизайн марок, посвящённых великим американским поэтам XX века, выпуск планировался в 2012 году[145][146]. Среди них Иосиф Бродский, Гвендолин Брукс, Уильям Карлос Уильямс, Роберт Хайдн, Сильвия Плат, Элизабет Бишоп, Уоллес Стивенс, Дениз Левертов, Эдвард Эстлин Каммингс и Теодор Рётке. На оборотной стороне листа марок приведены цитаты из произведений каждого поэта[147]. На марке размещена фотография Иосифа Бродского, сделанная в Нью-Йорке американским фотографом Нэнси Крэмптон (Nancy Crampton)[148].
- 1 сентября 2017 года группа 25/17 выпустила песню «Комната», в преддверии к выходу нового альбома. Песня написана по мотивам известнейшего стихотворения Иосифа Александровича «Не выходи из комнаты»[источник не указан 145 дней].
- Андрей Макаревич написал песню «Памяти Иосифа Бродского».
- 1 декабря 2011 года во дворе дома № 19 по улице Стахановцев в Санкт-Петербурге был установлен памятный знак Иосифу Бродскому в виде огромного валуна из Карелии, на котором высечены строки из стихотворения «От окраины к центру»: «Вот я вновь пробежал Малой Охтой сквозь тысячу арок»[149].
- В 2013 году по инициативе известного итальянского журналиста Массимо Дзивелли была учреждена Премия имени Иосифа Бродского — «Бродский на Искье». Дзивелли, который в юные годы был знаком с Бродским, считается признанным знатоком русской литературы, поэзии, театра и кино. Награда вручается ежегодно известным российским писателям, журналистам и деятелям культуры в Италии на острове Искье, где поэт бывал и посвятил этому острову поэму. Лауреатами премии в разные годы становились Тамара Синявская, Василий Лановой, Ирина Купченко, поэт-песенник Олег Митяев, композитор Леонид Марголин и другие[150].
- 8 апреля 2015 года в восстановленной избе в деревне Норинской, где Бродский жил в ссылке, открылся музей[151][152].
- В мае 2015 года вышла из печати книга Валентины Полухиной «Из не забывших меня. Иосифу Бродскому. In memoriam» — антология стихотворных и прозаических посвящений поэту, принадлежащих перу почти двухсот отечественных и зарубежных авторов[153].

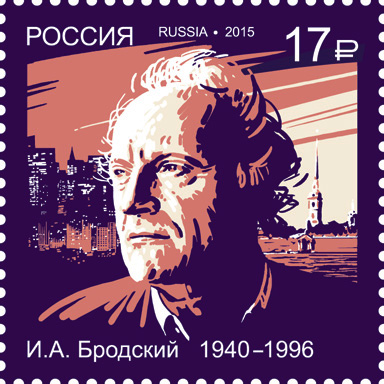
Почтовая марка
«75 лет со дня рождения И. А. Бродского».

- 22 мая 2015 года в России вышла в обращение почтовая марка «75 лет со дня рождения И. А. Бродского», в дополнение к которой был отпечатан конверт с изображением дома-музея поэта в деревне Норинской.
- 24 мая 2015 года вышел фильм Антона Желнова и Николая Картозии «Бродский не поэт», рассказывающий о творчестве Иосифа Бродского[154].
- 25 сентября 2015 года у корпуса № 1 Белгородского государственного национального исследовательского университета, на аллее Литераторов-нобелиатов, был открыт памятник Бродскому работы скульптора Анатолия Шишкова[155].
- 30 марта 2016 года в крупнейшем книжном магазине Лондона Waterstones Piccadilly состоялось открытие бронзового бюста Иосифа Бродского работы молодого российского скульптора Кирилла Бобылёва. В книжном магазине бюст будет выставлен до переноса на постоянное место в Килский университет (Keele University) в графстве Стаффордшир, Великобритания[156].
- По случаю 76-летия поэта в мае 2016 года в екатеринбургском Ельцин-центре состоялись Дни Бродского[157].
- В декабре 2016 года в Санкт-Петербурге (на набережной реки Смоленки, рядом с домом № 28 по улице Одоевского) установлена неофициальная скульптура поэту. Из-за отсутствия необходимых согласований памятник остаётся без именной таблички[158][159].Монумент Бродскому на Васильевском острове

Монумент Бродскому на Васильевском острове

- В 2018 году вышел фильм «Довлатов», где Бродский является одним из главных героев[160]. Действие фильма происходит в 1971 году[161], незадолго до эмиграции Бродского.
- 27 января 2020 года в Санкт-Петербурге в здании доходного дома Мурузи на Литейном проспекте (в квартире, где в 1955—1972 годах жил поэт) был открыт музей-квартира Иосифа Бродского[162].
- 24 мая 2020 года, в день 80-летия поэта, на стене школы № 189[163] напротив музея Иосифа Бродского[164] появилась фреска, портрет Бродского. Автор, художник-урбанист Олег Лукьянов, рассказал идею: Поэт вернулся на свою родную улицу и смотрел на свои 1,5 комнаты. Его взгляд на изображении был туда направлен. На следующий день около 11 часов утра этот портрет был закрашен по распоряжению завхоза школы № 189 — по её словам, «на основании решения ГАТИ, что на государственных учреждениях не должно быть никаких граффити»[165][166][167][168].

### Документальные фильмы
- 1989 — Бродский Иосиф. Интервью в Нью-Йорке (реж. Евгений Поротов).
- 1990 — Joseph Brodsky: A Maddening Space (реж. Lawrence Pitkethly).
- 1991 — Иосиф Бродский: продолжение воды (реж. Натан Федоровский, Харальд Людерс).
- 1992 — Иосиф Бродский. Бобо (реж. Андрей Никишин) — фильм-концерт.
- 1992 — Представление (реж. Дмитрий Дибров, Андрей Столяров) — видеопоэма-коллаж.
- 1992 — Иосиф Бродский. Поэт о поэтах (Шведское и московское телевидение) — фильм-рассуждение.
- 1999 — Мрамор (реж. Григорий Дитятковский) — трагикомическая притча.
- 2000 — Прогулки с Бродским (реж. Елена Якович, Алексей Шишов).
- 2000 — Бродский — И ляжет путь мой через этот город… (реж. Алексей Шишов, Елена Якович).
- 2002 — Иосиф Бродский (реж. Анатолий Васильев)
- 2002 — Библейский сюжет: Сретение. Иосиф Бродский (телеканал «Неофит»).
- 2005 — Прогулки с Бродским: Десять лет спустя (реж. Елена Якович, Алексей Шишов).
- 2005 — Дуэт для голоса и саксофона (реж. Михаил Козаков, Пётр Кротенко) — музыкально-поэтический спектакль.
- 2006 — Гении и злодеи уходящей эпохи: Иосиф Бродский. История побега (реж. Юлия Маврина).
- 2006 — Полтора кота, или Иосиф Бродский (реж. Андрей Хржановский).
- 2006 — Ангело-почта (реж. Олеся Фокина).
- 2007 — Конец прекрасной эпохи. Бродский и Довлатов (реж. Евгений Поротов, Егор Поротов).
- 2007 — Звёзды звучащего слова. Алла Демидова — Поэты XX века: от Блока до Бродского — литературные чтения.
- 2007 — В плену у ангелов. Письмо в бутылке (реж. Евгений Потиевский).
- 2009 — Полторы комнаты, или Сентиментальное путешествие на родину (реж. Андрей Хржановский).
- 2010 — Точка невозврата. Иосиф Бродский (реж. Наталья Неделько).
- 2010 — Иосиф Бродский. Возвращение (реж. Алексей Шишов, Елена Якович).
- 2010 — Остров по имени Бродский (реж. Сергей Браверман).
- 2010 — Иосиф Бродский. Разговор с небожителем (реж. Роман Либеров).
- 2010 — Иосиф Бродский. О влиянии классической музыки на поэзию Бродского (телеканал «Культура»).
- 2010 — Потому что искусство поэзии требует слов… (реж. Алексей Шемятовский) — литературно-театральный вечер, посвящённый поэзии Иосифа Бродского на Малой сцене МХТ им. Чехова.
- 2011 — Восемь вечеров с Вениамином Смеховым. Я пришёл к вам со стихами… (реж. Анастасия Синельникова) — творческий вечер.
- 2012 — Жизнь замечательных людей: Иосиф Бродский (реж. Станислав Марунчак).
- 2014 — Наблюдатель. Иосиф Бродский (телеканал «Культура») — интеллектуальное ток-шоу.
- 2015 — Культ Личности. Иосиф Бродский (телеканал «Радио Свобода») — ток-шоу.
- 2015 — Иосиф Бродский. Ниоткуда с любовью (реж. Сергей Браверман).
- 2015 — Бродский не поэт (реж. Николай Картозия, Антон Желнов).
- 2020 — Дети Иосифа (реж. Сергей Нурмамед, Дмитрий Альтшулер-Курчатов).
- 2022 — Иосиф Бродский. Поэт Империи (авт. Егор Холмогоров, Алексей Ларкин, реж. Каролина Кириченко).